# 조선왕릉
조선왕릉(朝鮮王陵)은 조선의 역대 왕과 왕비, 추존왕들의 무덤을 총칭하는 말로, 일반적으로 1897년에 수립된 대한제국의 역대 황제와 황후의 무덤도 포함된다. 조선왕릉은 삼국 시대와 고려 시대의 왕릉 제도의 영향을 받았는데, 고구려의 호석(護石)제도는 신라와 고려를 거쳐 조선왕릉에 그대로 전해졌고, 조선왕릉의 전체적인 형태는 공민왕의 무덤인 현정릉의 영향을 직접적으로 받았다. 조선왕릉은 한국 역대 왕조의 왕릉들 중 보존 상태가 가장 양호하다. 왕과 왕비들의 능이 모두 완전한 보존성을 지니고 있을 뿐만 아니라 조선 시대의 왕자와 공주, 후궁들의 무덤까지 함께 보존되어 있으며, 국조오례의, 경국대전, 의궤와 같은 조선왕릉에 대한 구체적인 규정과 각 왕릉들의 조성과정에 들었던 인력, 그리고 도구에 대한 상세한 기록까지 보존되어 있어 조선 시대의 장례 문화와 조선왕릉의 규정 및 역사, 조선왕릉의 제례 과정 등을 알 수 있다. 또한, 이러한 기록을 바탕으로 조선왕릉에서는 때마다 제례 의식을 치르고 있어 조선 시대의 무형적인 문화와 전통을 이어오고 있다.

## 개요
조선 왕조 역대 27명의 임금과 왕비, 추존왕의 무덤들이 있으며 이 중 반정으로 축출된 임금인 연산군과 광해군은 능 지위가 아닌 묘(墓) 지위에 있어서 왕릉으로 불리지 않고 묘로 분류되었다. 또한 이들 두 임금은 반정으로 쫓겨난 전적이 있어서 서울 종묘에도 모셔지지 않았으며 조선 왕조가 멸망하는 시기까지 묘 지위를 유지하고 있다.
수도를 한양으로 정하였기 때문에 대부분의 조선왕릉은 특히 서울 일부와 경기도 지역에 분포되어 있다. 이전까지는 경국대전에 따라 한양도성 외에도 가까운 경기도 지역에 왕릉을 조성하게 되었기 때문에 대부분의 왕릉들은 경기도에 분포되어 있다. 이 중 선정릉, 정릉, 헌인릉 등 일부 왕릉은 원래 경기도 지역에 있다가 1945년 해방 이후 경기도에서 서울특별시 권역에 편입된 왕릉들이었다.
6대 임금인 단종이 안장된 장릉은 원래 노산군묘로 분류되어서 유일하게 강원도 영월군에 안장되었으나 19대 임금 숙종이 단종을 복위시키고 노산군묘를 장릉으로 승격하면서 비수도권 지역 중 유일한 조선왕릉이 되었다. 2대 임금인 정종은 원래 개풍군에 왕릉이 있기 때문에 추존왕인 목조, 익조, 도조, 환조의 능과 함께 북한 지역에 있는 왕릉이 되었다.

## 구조와 분류

### 구조
조선왕릉의 구조는 크게 재실과 진입 공간, 제향 공간, 전이 공간, 능침 공간으로 나눌 수 있다.

#### 재실과 진입 공간

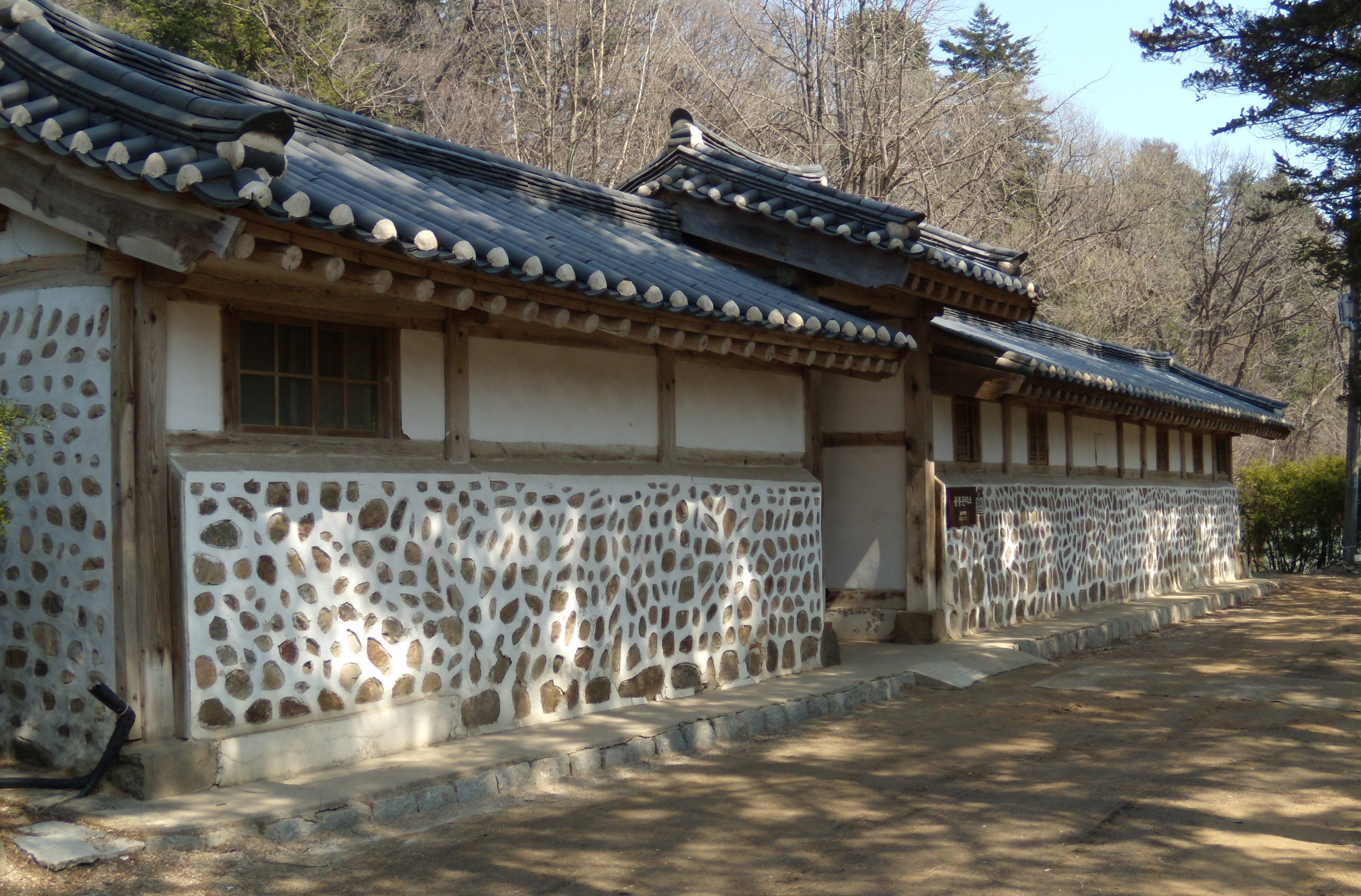
광릉 내 재실

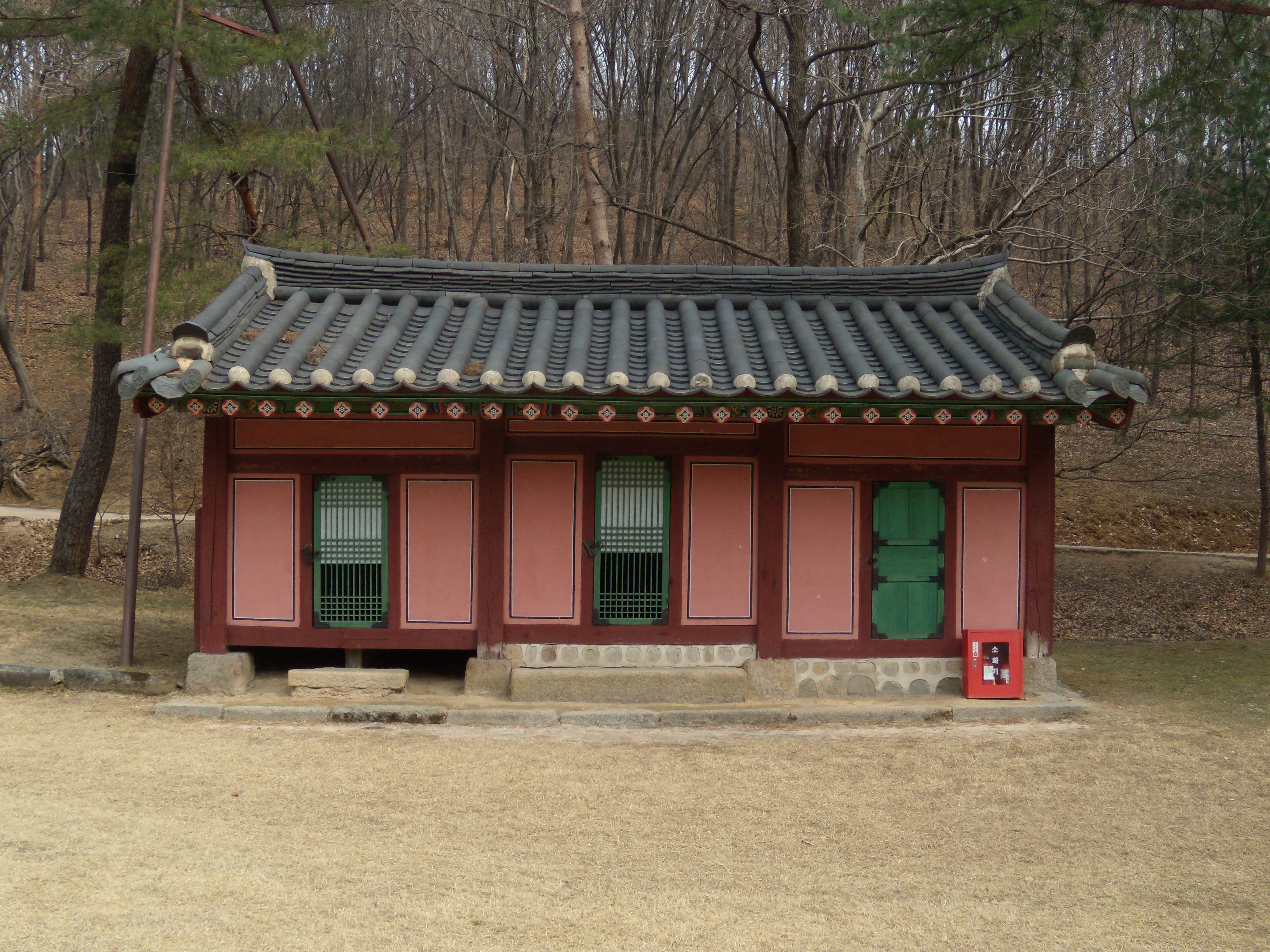
건원릉 내 수복방

재실(齋室)은 능이나 종묘에 제사를 지내기 위하여 지은 건물로 제사기구를 보관하고, 제사에 참여하는 사람들의 숙식제공과 제사에 쓰는 음식을 장만하는 용도로 쓰여졌다.
진입 공간에는 금천교와 홍살문, 배위가 있다. 가장 먼저 나타나는 금천교(禁川橋)는 속세와 신성한 공간(왕릉)을 구분하는 역할을 하는 다리다.
금천교 앞에 있는 홍살문(紅살門, 紅箭門)은 붉은 물감을 칠한 나무 문으로, 둥근 기둥 두 개를 세우고, 위에는 지붕 없이 화살모양의 나무를 나란히 세워 놓았는데, 그 중앙에는 삼태극 문양이 있다. 능·원·묘·궁전 앞에 세웠는데, 해당 장소의 신성함을 알리는 역할을 했다. 왕릉 입구뿐만 아니라 왕릉군의 입구에도 홍살문을 세워놓는다. 홍살문 바로 옆에는 배위(拜位)가 있는데, 한평 정도 되는 공간에 돌을 깔아 놓았다. 여기서 왕이 절을 하는데, 판위 또는 어배석, 망릉위라고도 한다.

#### 제향 공간

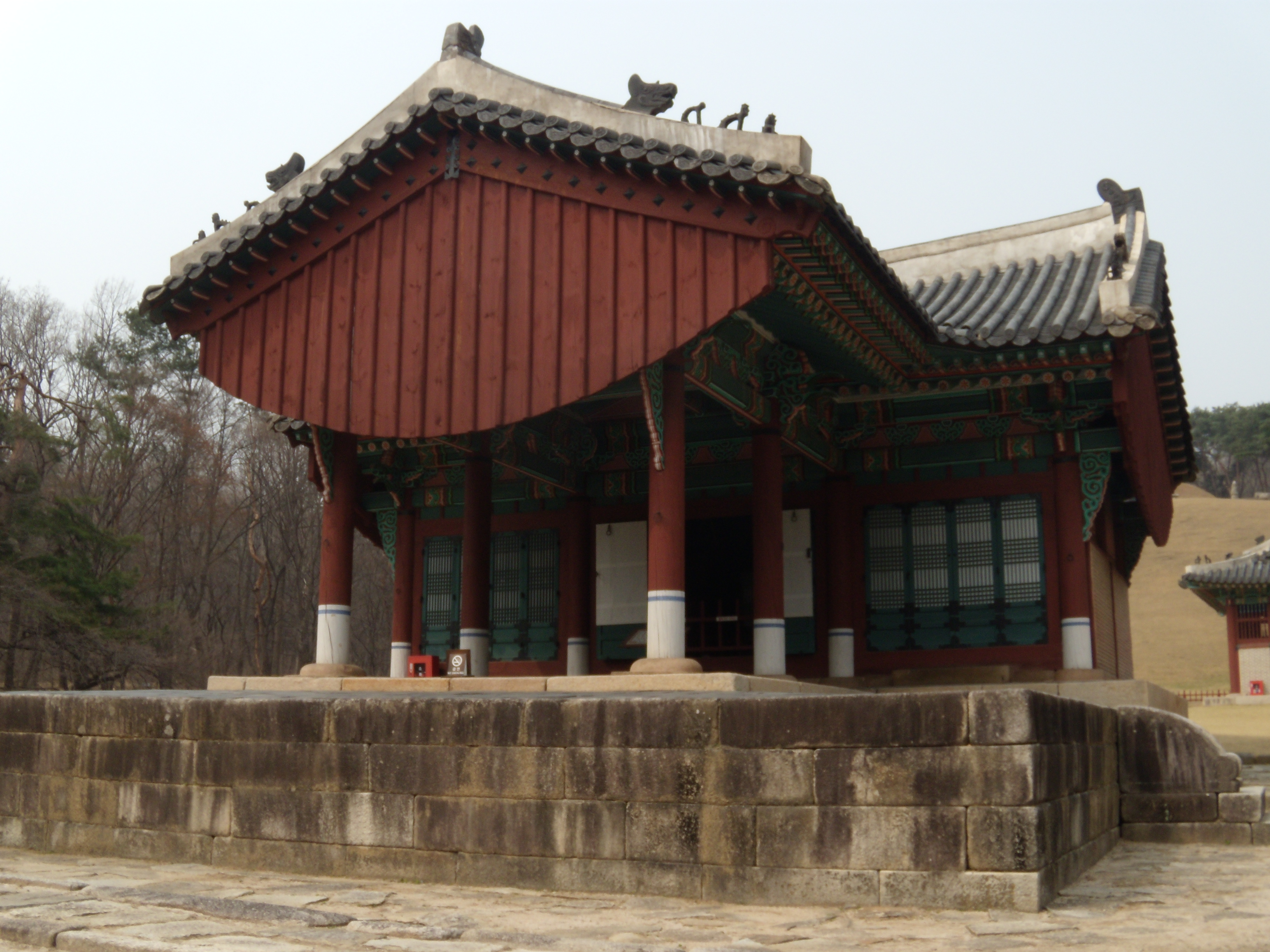
건원릉의 정자각

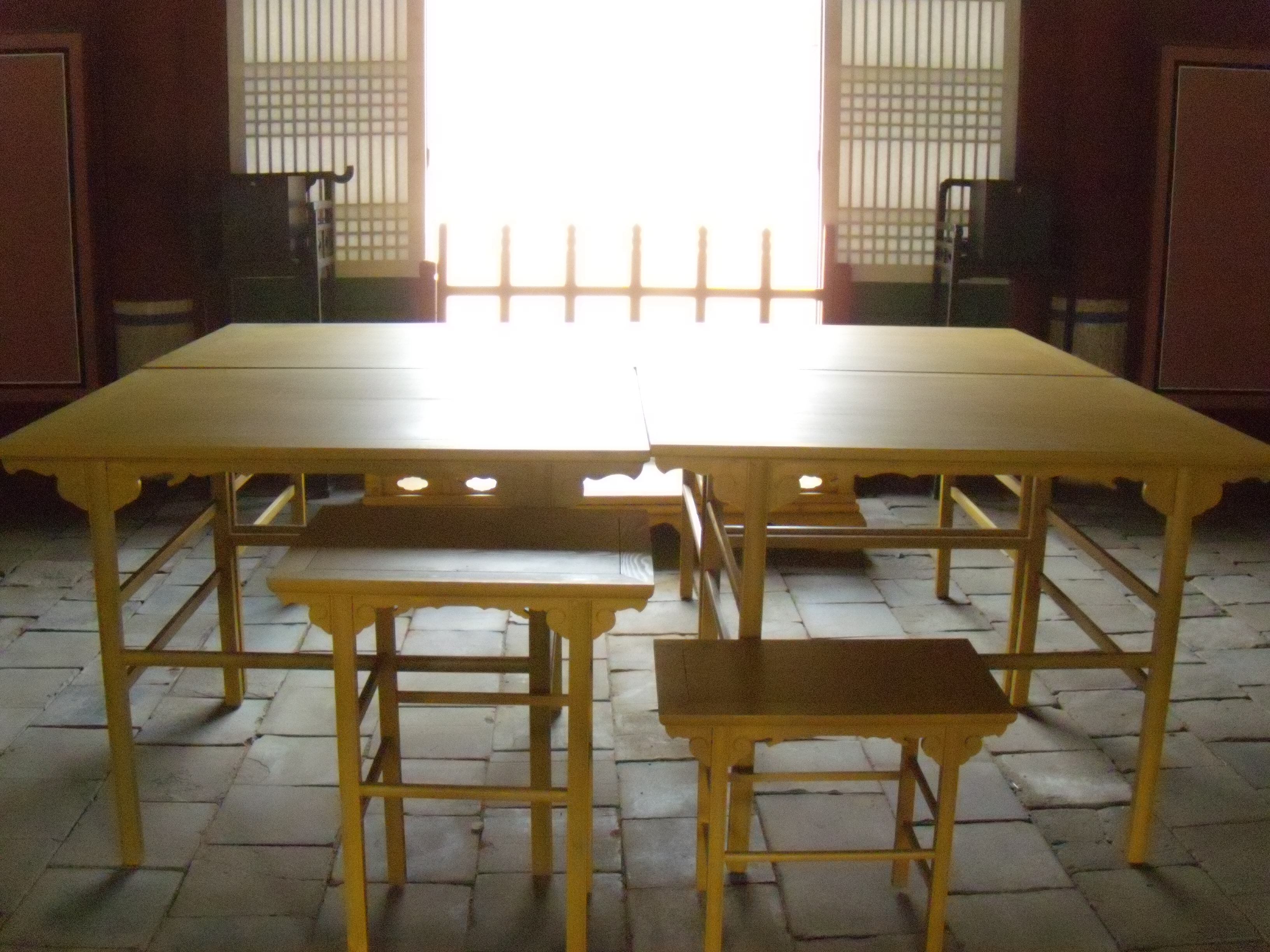
건원릉의 제구

제향 공간에는 정자각과 참도, 수라간, 수복방이 있다. 홍살문과 정자각을 잇는 길인 참도(參道)는 혼령이 다니는 신도와 임금이 다니는 어도로 나뉜다. 황제릉의 형식으로 조성된 홍유릉의 참도는 세 개로 이루어져 있다. 참도는 대개 정자각 앞까지 가다가 동쪽으로 방향을 바꿔서 정자각의 측면으로 연결된다. 참도 양 쪽 옆에는 제사를 준비하는 수라간(水刺間)과 능참봉(왕릉 관리직)이 거처하는 수복방(守僕房)이 있는데 대부분은 난리로 인해 파괴되어 그 터만이 남아있었다. 현재는 조선왕릉 복원정비사업으로 여러 조선왕릉의 수라간과 수복방 등이 복원되고 있다.

##### 정자각
정자각(丁字閣)은 정(丁)자 모양의 건물로 제례 시 정자각 내부에 있는 제구에 제물을 진설하고 제사를 지낸다. 조선왕릉에서는 필수적인 건축물이다. 조선왕릉의 정자각은 대개 맞배지붕으로 되어있지만, 동구릉 내에 있는 숭릉은 팔작지붕으로 되어 있다. 이는 당시 병자호란과 명나라의 멸망 직후인 17세기 말에 불던 중국화의 유행에 따른 것으로 추측하고 있다. 또한, 숭릉의 정자각에는 좌우에 익랑(翼廊)이 붙어 있는데, 이는 후대의 정자각으로 계승되어 휘릉과 의릉 등의 정자각에도 익랑이 추가되었다. 2011년 12월에는 문화재청은 동구릉에 위치한 건원릉과 숭릉, 목릉의 정자각을 역사적·예술적·학술적 가치가 큰 곳으로 밝혀 국가지정문화재인 보물로 지정했다.
정자각 내부에는 제사를 지내는데 쓰이는 제구(祭具)가 있다. 제후국이었던 조선에서는 제구들을 붉은색으로 칠해놓았으며, 대한제국 때는 황릉과 황제로 추숭된 능의 제구들에 황제를 상징하는 노란색으로 칠했다. 황릉인 홍유릉과 황제로 추숭된 태조의 능인 건원릉의 제구가 대표적인 예이다.

#### 전이 공간
전이 공간에는 왕릉의 주인을 설명하는 비석이 있는 비각(碑閣)이 있고 축문(祝文)을 태우는 예감(소전대 또는 망료위)과 능이 위치한 산의 산신에게 제사를 지내는 산신석이 있다. 초기 조선왕릉 양식에는 비석과 함께 왕의 사적(事蹟)을 기리는 신도비(神道碑)가 있었는데, 문종 때 왕릉에 신도비를 세우는 것을 금하게 하였다. 그러한 까닭에 조선왕릉 중 신도비가 있는 왕릉은 태조의 건원릉과 태종의 헌릉뿐이다.

#### 능침 공간
성역공간이라고도 하며, 경사면이 완만한 언덕으로 이루어져 있다. 이러한 언덕은 고려왕릉에서 유래되었다. 장대석(長臺石)에 의해 능침 공간은 하계, 중계, 상계로 나뉘는데, 하계에는 봉분을 지키는 무인석과 석마 한 쌍이 있고, 중계에는 능 주인의 명을 받드는 문인석과 석마 한 쌍, 장명등(長明燈)이 있다. 상계에는 봉분(封墳)을 중심으로 혼이 쉬는 공간인 혼유석(魂遊石)이 봉분 앞에 있고, 봉분의 양 쪽에는 망주석(望柱石)이 하나씩 있다. 망주석에 대해서는 혼령이 봉분을 찾는 표지설과 음양의 조화설, 풍수적 기능설 등의 주장들이 있다.
봉분 주위로는 석호와 석양이 봉분을 둘러싸 능침 공간의 밖을 지켜보는 형상으로 봉분을 보호하고 있다. 석양은 악귀를 제거하고, 석호는 산천의 맹수로부터 봉분을 수호하는 역할로써의 의미를 담고 있다. 그리고 문무인석의 옆에 있는 석마는 희생수(犧牲獸)로 영혼의 운송자로서 성격을 가지고 있는데, 이들은 모두 고대 중국의 능묘제도에서 유래하였다.
봉분 밑부분을 둘러 싼 병풍석(屛風石)에는 12개의 방위를 담당하는 12지신상을 해당 방위에 양각하였는데, 봉분을 침범하는 부정과 잡귀를 쫓아내는 의미를 가지고 있다. 병풍석과 함께 난간석(欄干石)이 봉분을 둘러싸는데 후기의 조선왕릉에는 난간석만이 봉분을 둘러싸는 양식으로 변모하였다. 3면의 담장으로 능침 공간을 둘러싼 곡장(曲牆/曲墻)은 조선왕릉에 처음으로 도입되었다. 능침 공간의 동, 서, 북의 삼면을 둘러싸 봉분을 보호한다.
능실(陵室)은 재궁이 들어가는 곳인데, 건원릉 조성 당시 석실과 회격 중 무엇을 사용할 지에 대해 논의 끝에 석실로 조성하게 되었고, 그 뒤 조선 초기의 왕릉에는 석실로 조성하게 되었는데, 세조의 광릉을 조성할 때는 광릉의 능실을 회격(관을 광중에 내려 놓고, 그 사이를 석회로 메워서 다지는 방식)으로 조성하면서 조선왕릉의 능실은 크게 석실과 회격으로 조성하는 방식으로 나뉘게 되었다.

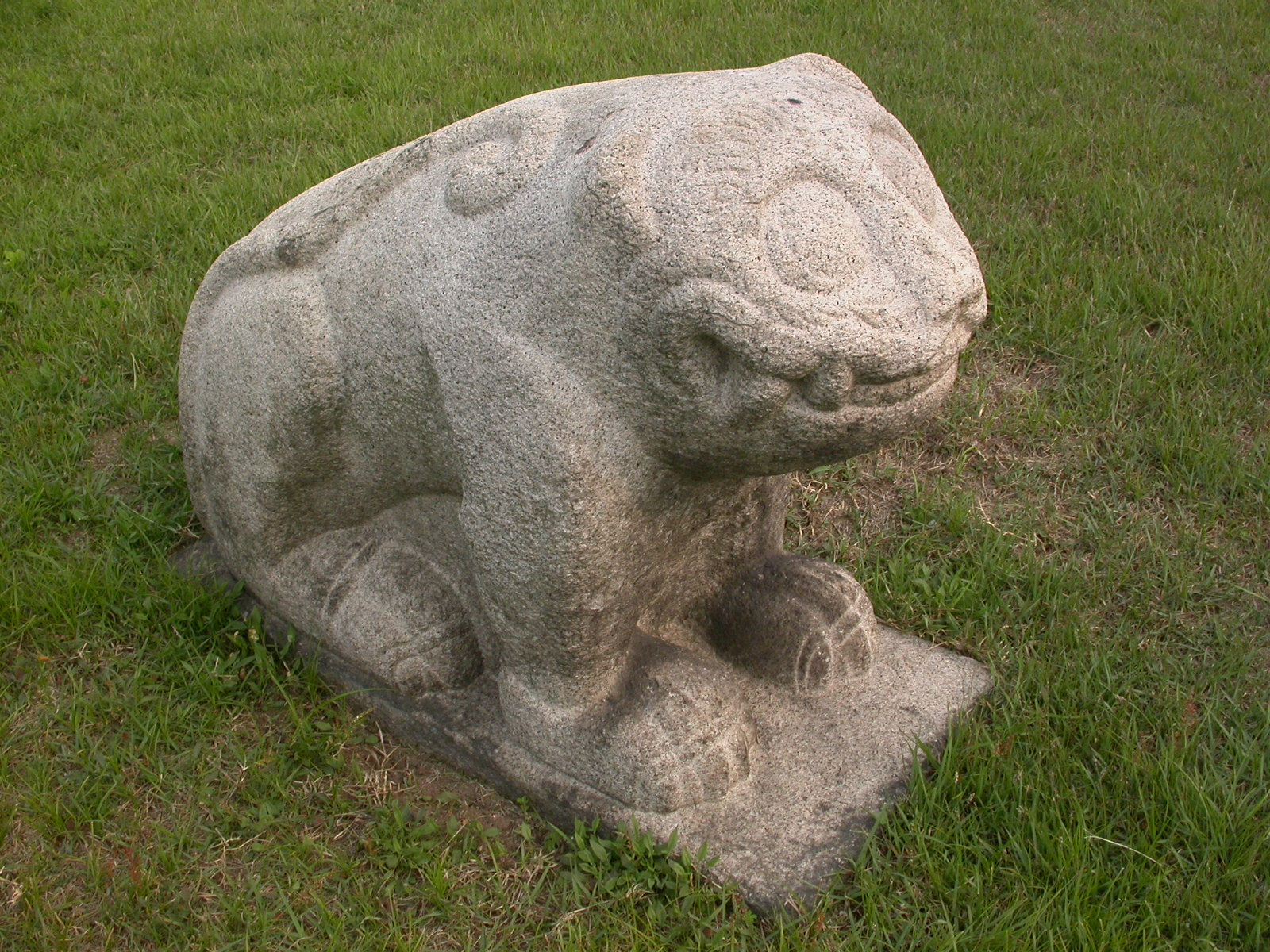
석호 (의릉)
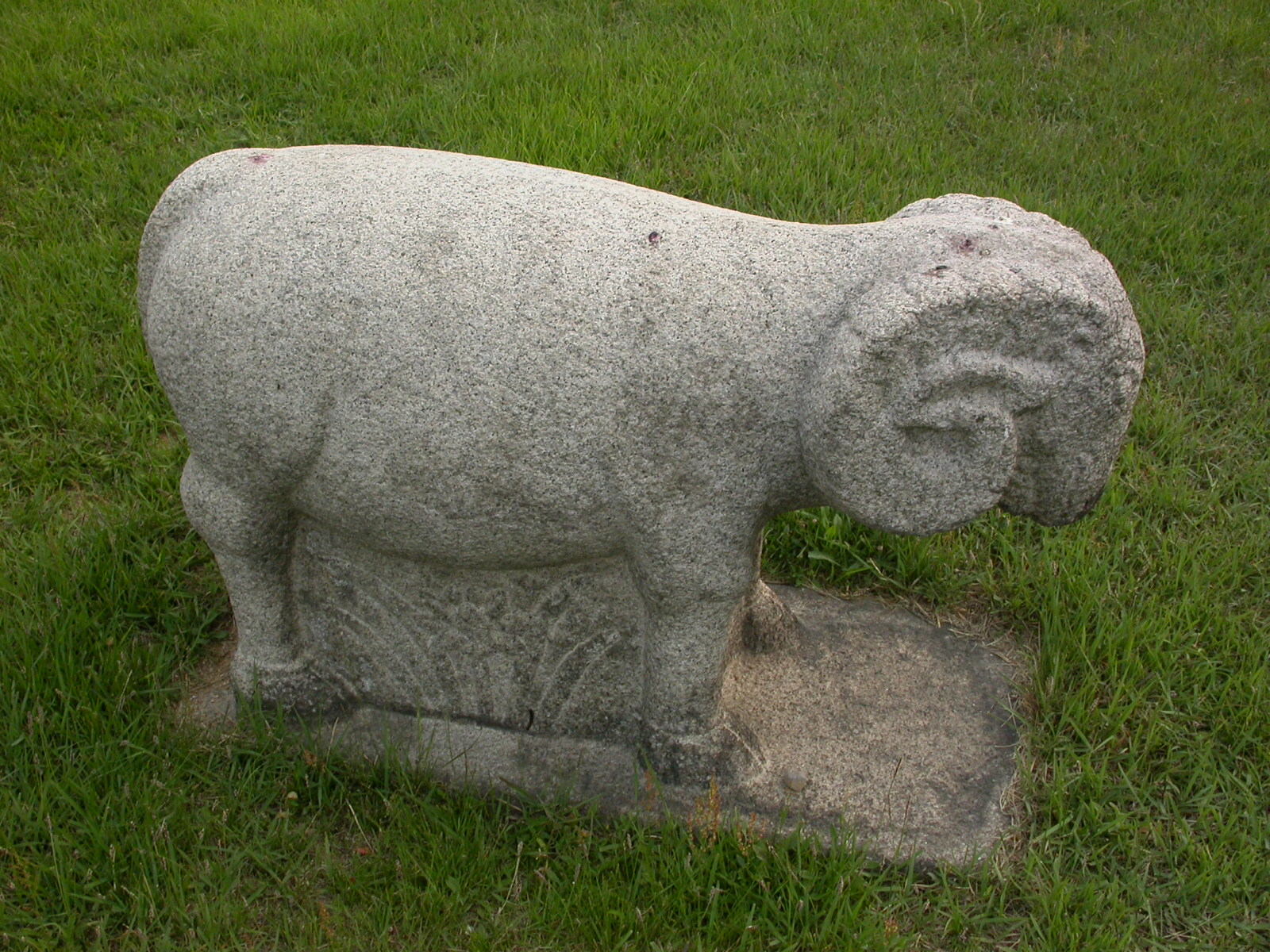
석양 (의릉)
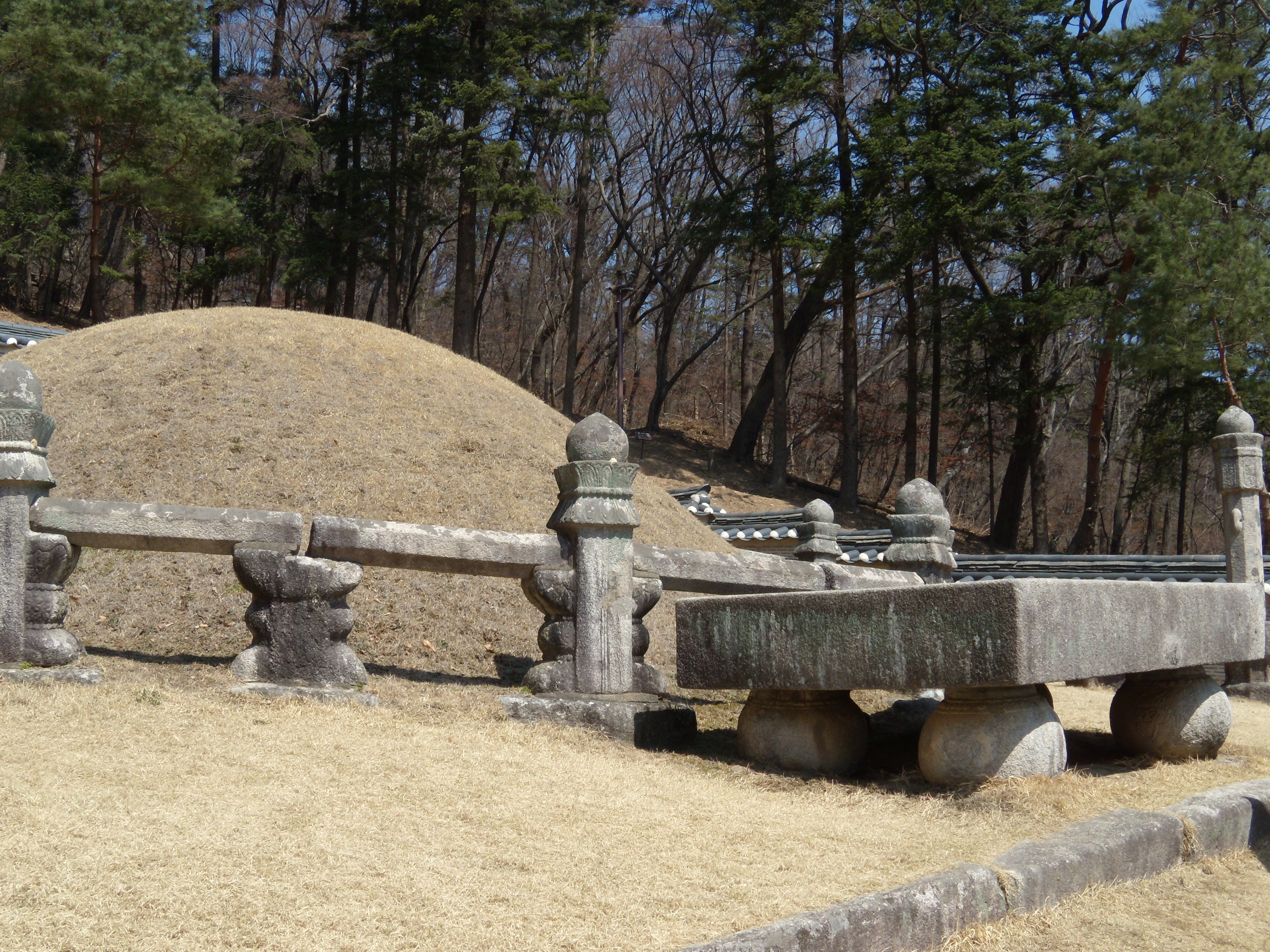
혼유석과 난간석 (광릉)
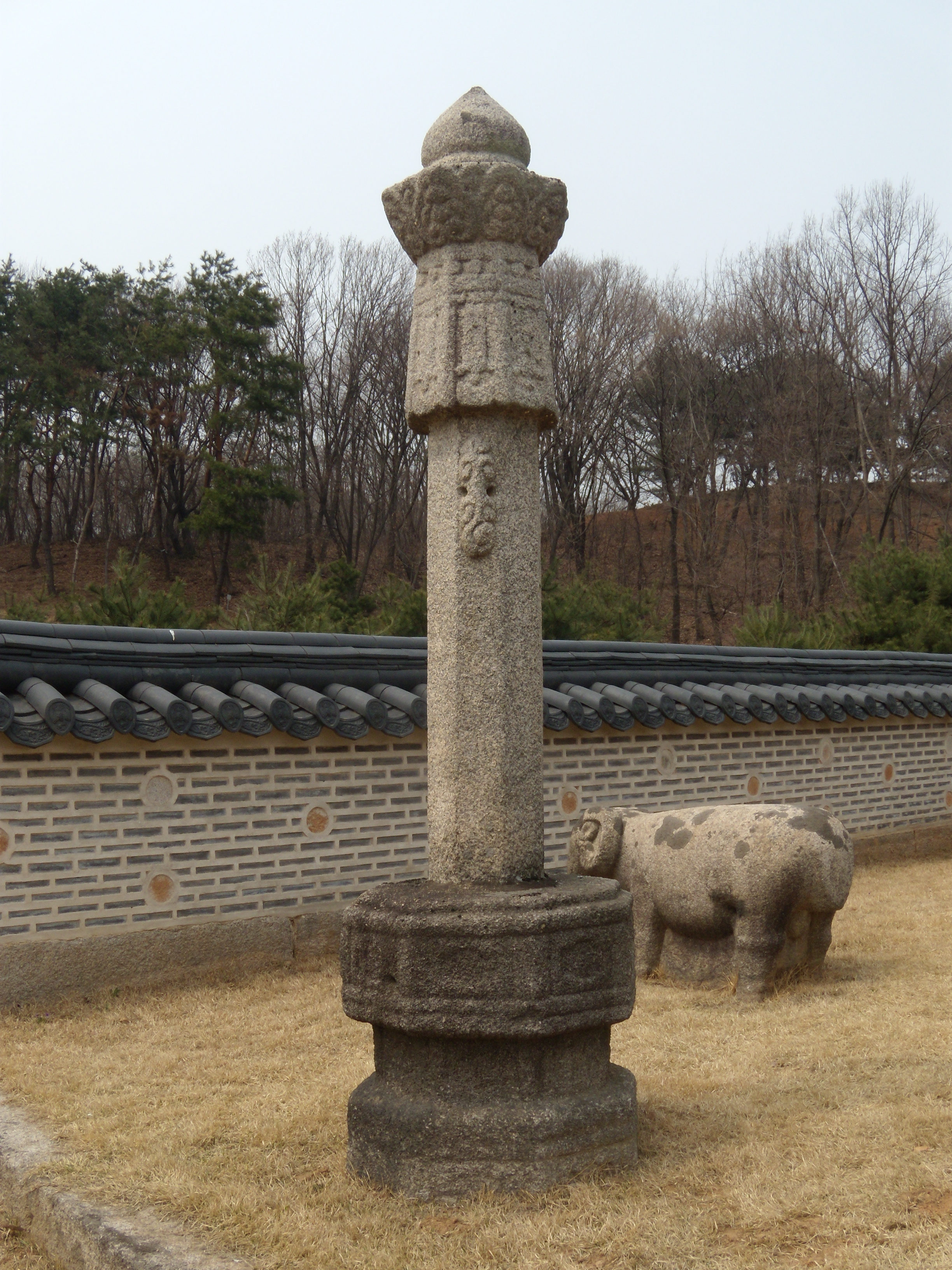
망주석 (목릉)
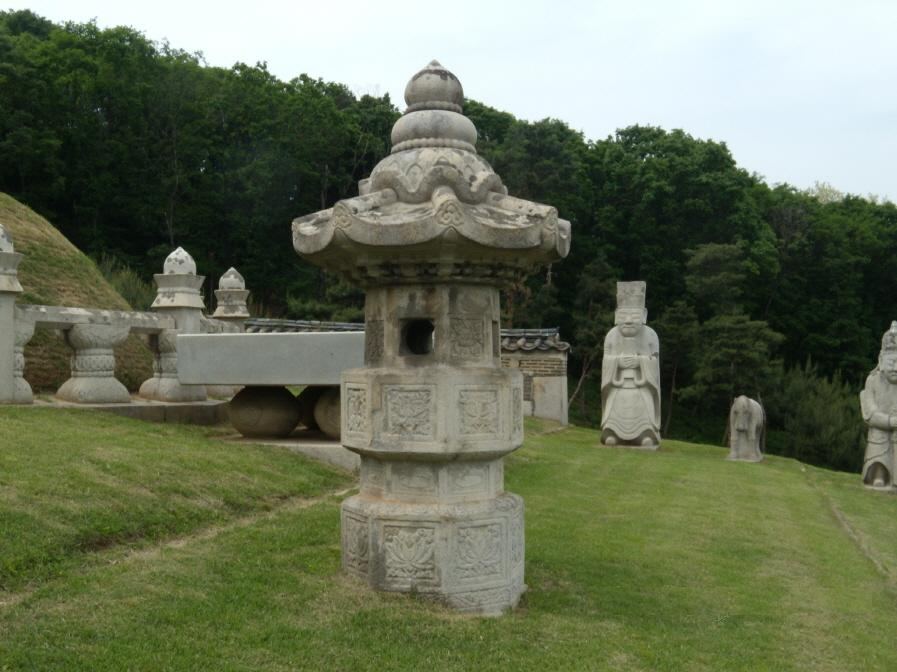
장명등 (숭릉)
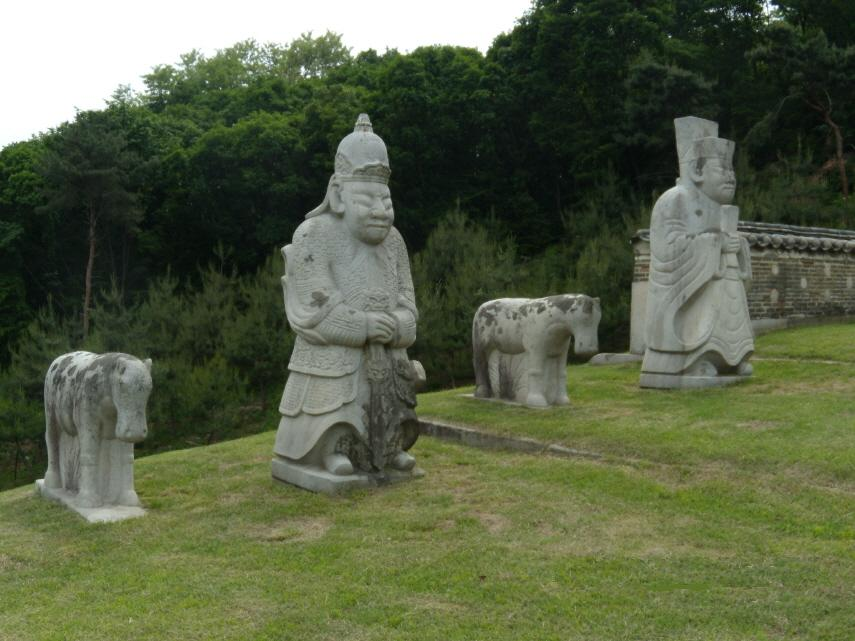
문·무인석과 석마 (숭릉)
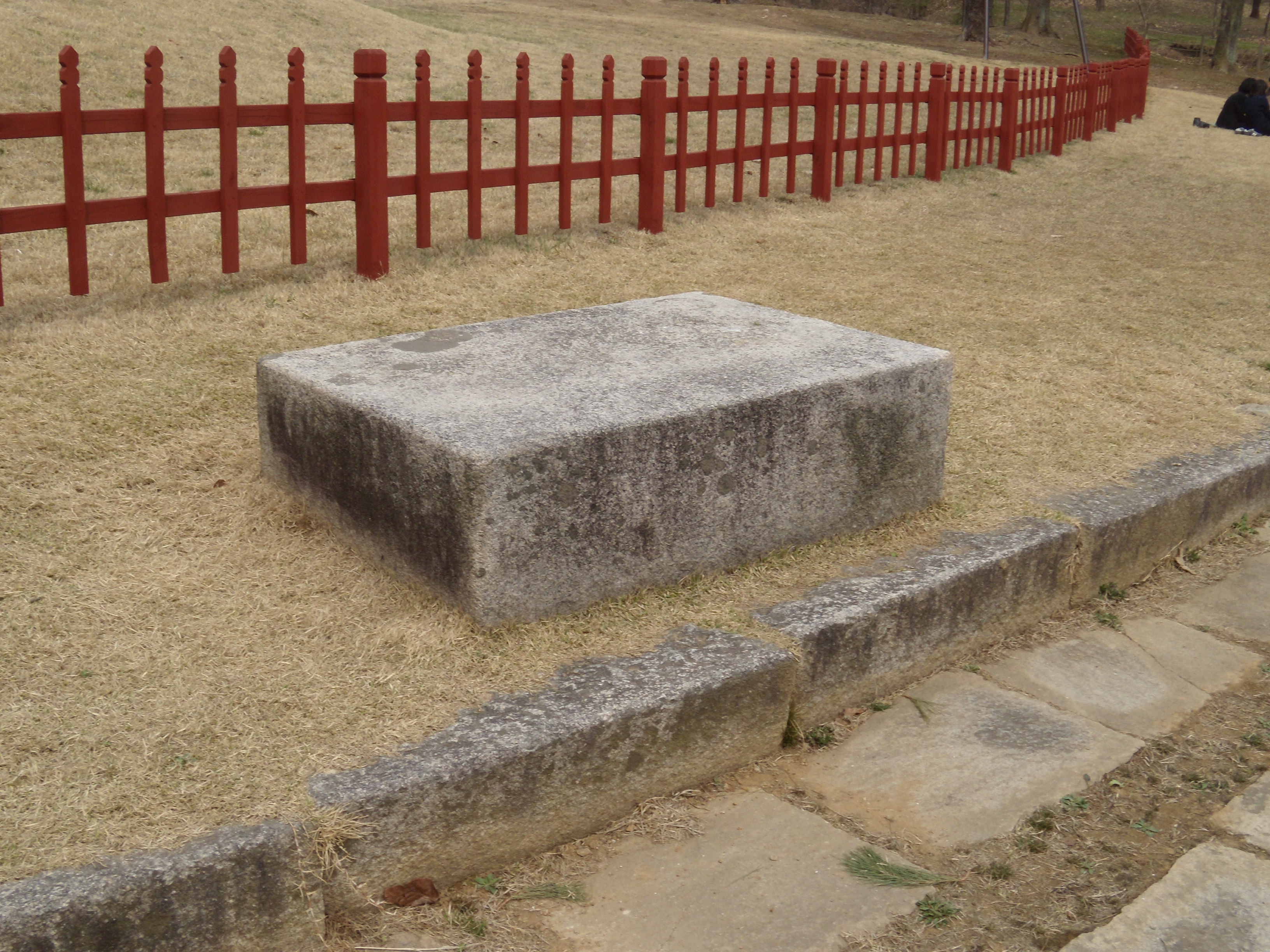
산신석 (수릉)
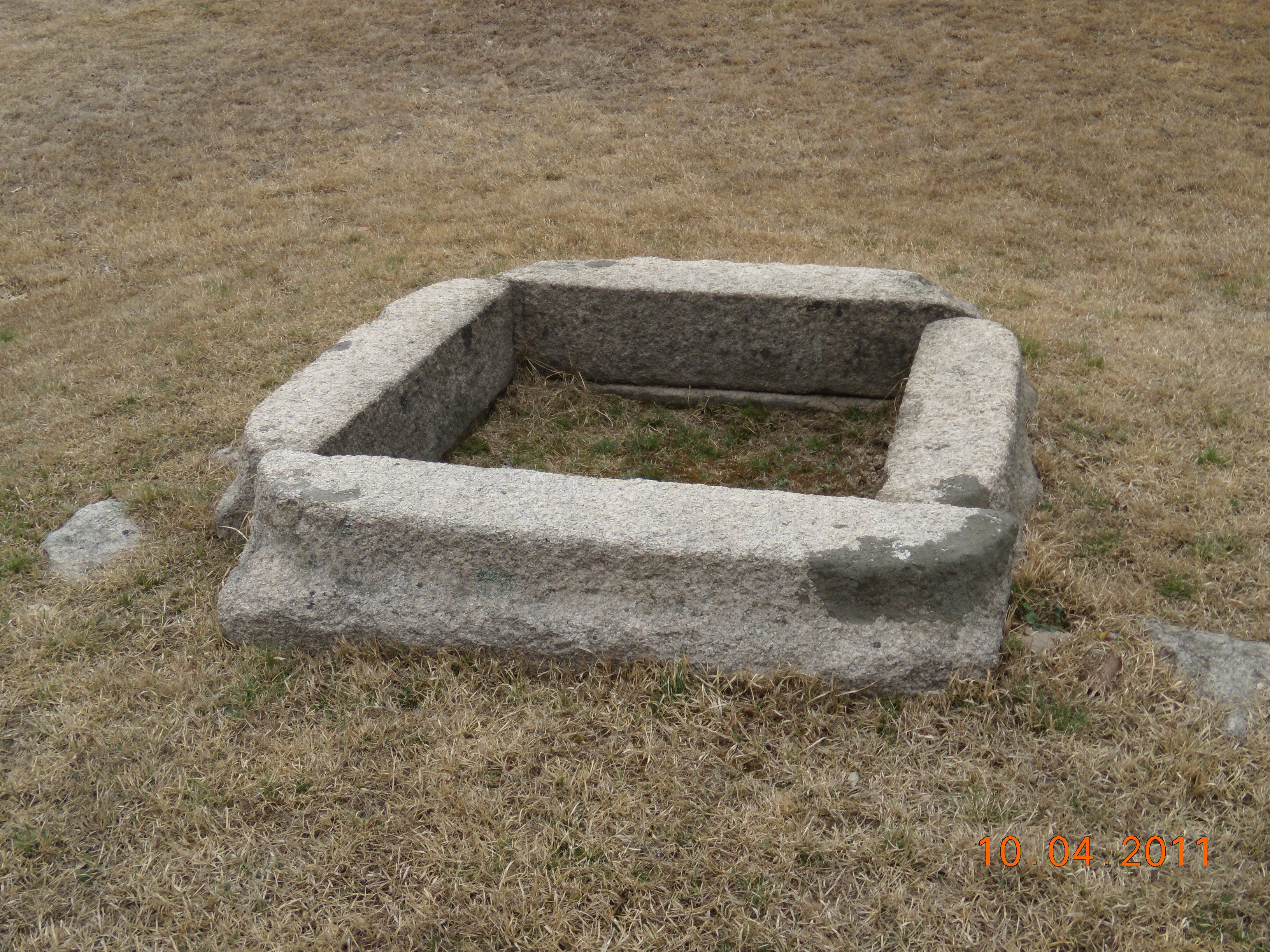
예감 (휘릉)

### 봉분과 능침 공간에 따른 분류

#### 같은 능침 공간에 조성된 경우
단릉(單陵)은 왕이나 왕비 둘 중 한 사람의 봉분만 있는 일봉일실(一封一室)의 능으로 조선왕릉 중 왕의 단릉은 3개의 능이 있고, 왕비의 단릉으로는 11개의 능이 있다.
쌍릉(雙陵)은 왕과 왕비의 봉분을 나란하게 배치한 이봉이실(二封二室)의 능으로 헌릉, 강릉 등이 있고, 삼연릉(三連陵)은 한 언덕에 왕과 왕비, 계비의 세 봉분을 나란히 배치한 삼봉삼실(三封三室)의 능으로 조선왕릉에서는 헌종의 경릉이 유일하다.
합장릉(合葬陵)은 하나의 봉분에 모두 합장한 동봉이실(同封異室) 또는 동봉삼실(同封三室)의 능으로 세종의 영릉, 고종황제의 홍릉 등은 동봉이실(同封二室)의 합장릉이고, 순종황제의 유릉은 유일한 동봉삼실(同封三室)의 합장릉이다.

#### 다른 능침 공간에 조성된 경우
동원이강릉(同原異岡陵)은 한 능 내에 있지만, 서로 다른 언덕에 봉분과 석물을 배치한 이봉이실(二封二室)의 능으로 총 6개의 능(현릉, 광릉, 경릉, 창릉, 선릉, 목릉)이 있다. 단 현릉의 경우는 1513년(중종 8년)에서야 현덕왕후의 능을 천장하면서 조성된 동원이강릉 형식으로, 최초로 조성된 동원이강릉 형식의 능은 광릉이다.
동원상하릉(同原上下陵)은 한 언덕 위와 아래에 왕과 왕비의 봉분과 석물을 배치한 이봉이실(二封二室)의 능으로 효종의 영릉과 경종의 의릉이 대표적이다.

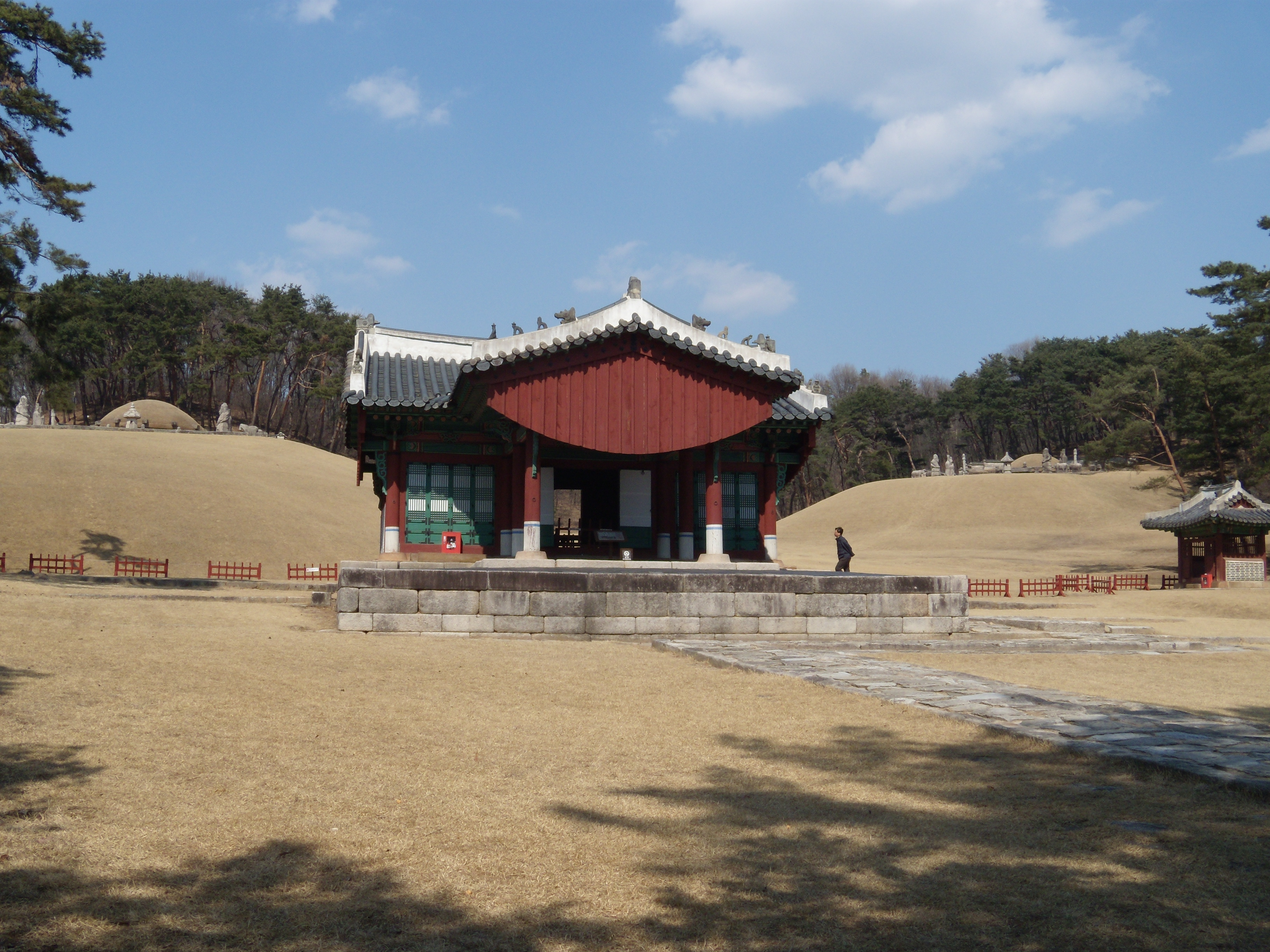
동원이강릉(현릉)
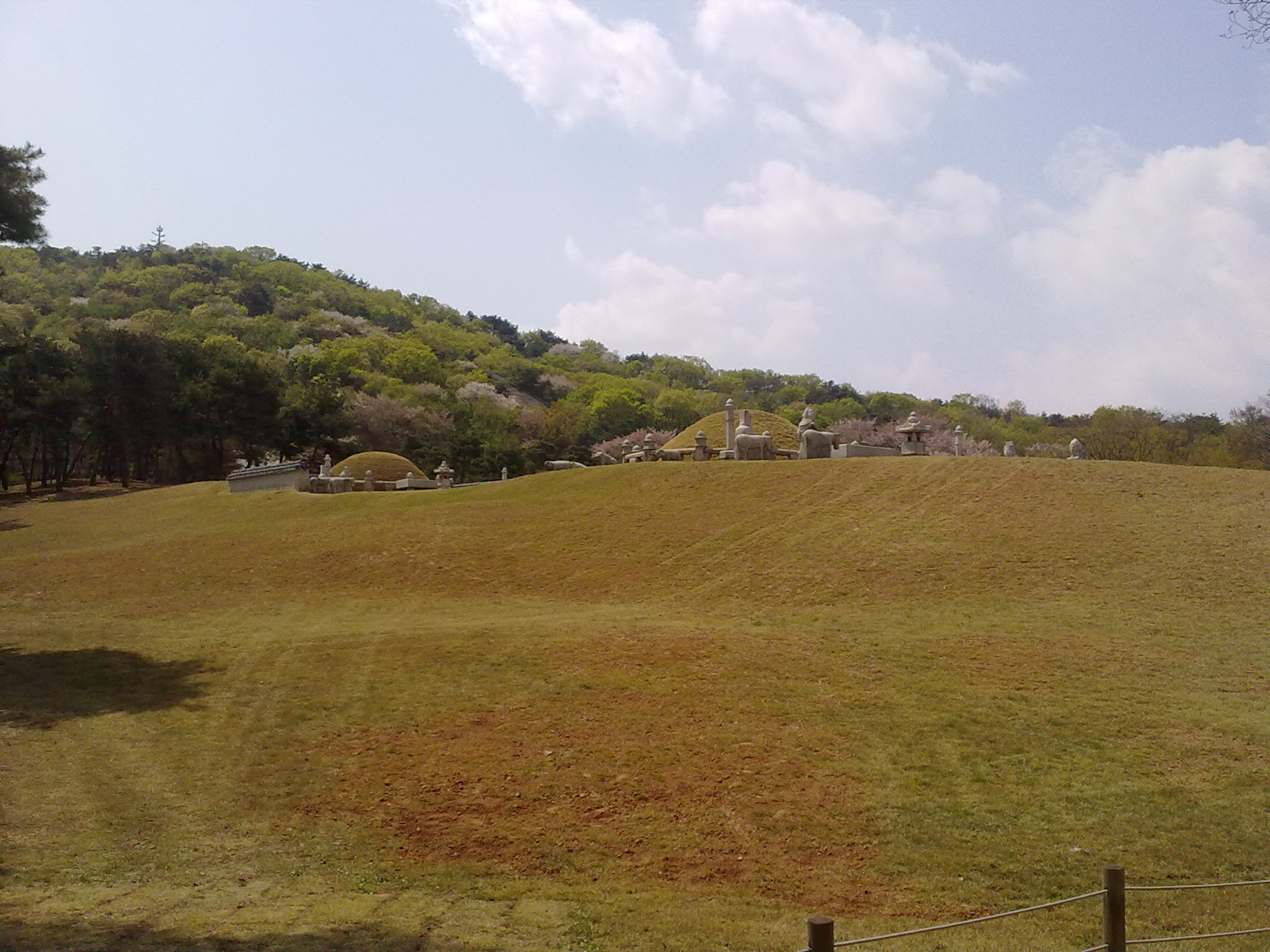
동원상하봉릉(의릉)

## 장례와 왕릉 조성 과정
조선은 유교를 국시로 하는 국가로 왕이 직접 종묘에 제사를 지내는 제정일치 사회였다. 그만큼 왕의 권한이 강하였고, 왕의 영원한 안식을 위한 왕릉을 조성하는 일은 조선의 중요한 국가사업 중 하나였다.

### 승하 직후
왕이나 왕비가 죽은 것을 확인하는 초종(初終) 뒤에 내시가 왕이 입던 옷을 가지고, 승하한 곳의 지붕 위로 올라가 북쪽을 향해 ‘상위복’ (上位復, 왕비의 경우는 '중궁복'(中宮復)이라 외침) 이라 세 번 외치는 복(復) 의식을 한다. '상위복'은 '상감은 돌아오소서'의 뜻을 담고 있다. 복을 하고난 직후에 내시가 왕이 입고 있던 옷을 재빨리 지붕 아래로 던지면, 밑에서 대기하고 있던 내시가 얼른 옷을 받아 건물 안으로 들어간 다음 왕의 몸 위에 그 옷을 덮고 5일간 살아나기를 기다렸다. 5일이 지나면 즉시 입관 준비를 시작하였다. 그 뒤 왕세자 (선왕의 뒤를 잇는 사람)를 제외하고 대군과 옹주들은 모두 소복으로 갈아입고 머리를 풀어 헤치며, 3일 정도 금식을 한다. 그 뒤 계령(戒令)을 통해 장례와 왕릉조성에 관한 일을 분담하는데, 이는 육조에서 담당한다. 병조에서는 여러 곳을 호위하고, 예조는 상례에 관련된 일을 의정부에 보고하고, 이조에서는 빈전도감, 국장도감, 산릉도감이라는 임시기구(도감)를 설치하여 각자 맡은 일을 하게 하였다.

### 도감(임시 기구) 설치
임시기구의 설치는 노국공주의 국장 과정에서 영향을 받았다. 노국공주의 장례를 치르기 위해 4가지의 도감과 13개의 색이 설치되었는데, 이러한 임시기구들은 각각의 이름들이 조금씩 바뀌면서 조선 시대에 그대로 계승되었다.
건원릉을 조성할 당시에는 빈전(殯殿)·국장(國葬)·조묘(造墓)·재(齋)등 4가지의 도감과 상복(喪服), 옥책(玉冊), 복완(服玩), 관곽(棺槨), 제기(祭器), 유거(柳車), 법위의(法威儀), 상유소조(喪帷小造), 산소(山所), 영반(靈飯), 의장(儀仗), 묘소포진(墓所鋪陳), 반혼(返魂) 등 국장에 필요한 제구나 음식, 의식절차와 왕릉을 조성하는데 필요한 일들을 담당하는 13개의 색(色)이 설치되었다. 그러다 세종 때 와서는 원경왕후의 장례를 지낼 때 국장·빈전·산릉을 제외한 나머지 도감은 혁파하게 하였고, 이 후 국조오례의를 통해 3도감의 제도는 굳어지게 되었다.

#### 빈전도감
빈전도감(殯殿都監)은 승하한 임금이나 왕비의 시신에 관한 업무를 담당하는데, 시신을 여러 옷가지로 감싸는 과정인 소렴과 대렴 절차에 사용되는 수의나 홑이불 등 각종 물품준비와 빈전을 차리는 절차를 담당하였다. 왕과 왕비 이외에도 왕자(왕세자와 대군 이하)와 왕세자빈, 내외명부, 종친과 백관에 대한 상복의 준비도 빈전도감에서 담당한다. 빈전도감에서는 제조(提調) 3명, 도청(都廳) 1명, 낭청(郎廳) 6명 등을 두는데, 제조 3명 중 1명은 예조판서가 맡고, 낭청 6명 중에 1명은 예조 낭청으로 임명하여 충당하였다.

#### 국장도감
국장도감(國葬都監)은 승하한 당일에 조직하고, 장례 뒤 우제가 끝날 때까지 약 5달동안 존속하며 국장 진행에 필요한 물품과 문서들을 총괄 제작하였다. 국장도감 아래로는 일방, 이방, 삼방이 있었는데, 일방은 시신과 부장품 등 다양한 물품을 운반하는 다양한 물품을 운반하는 가마와 그에 따른 부속품, 제구류를 주로 제작하였다. 이방은 길흉의장, 시신의 의복과 장신구, 명기 등을 제작하였다. 삼방은 시책, 시보, 애책 등과 만장, 제기를 제작하였다. 총호사 1명, 제조 3명, 도청 2명, 낭청 6명, 감조관 6명 내외 등을 임명하여 업무를 수행하게 하였다. 제조 3명은 호조판서, 예조판서, 선공감제조로 구성하였으며, 낭청은 예조낭청, 공조낭청, 선공감, 제용감의 관원으로 임명하여 충당하였다.

#### 산릉도감
산릉도감(山陵都監)은 왕릉을 조성하는 일을 맡은 기관으로 승하한 날로부터 대략 5개월 후에 있을 장례 의식 전까지 왕릉 조성을 마무리해야 했다. 산릉 도감이 설치되면 택지를 통해 지관이나 대신이 능을 조성할 지역을 정한다. 풍수지리를 중요시했던 조선사회에서는 매우 중요한 사안이었고, 이는 정치적인 사안으로 이어지기도 했다. 산릉도감의 당상관, 관상감의 영사, 제조, 예조의 당상관 등은 신중하게 능지를 결정하고, 회의를 거쳐 공사일정과 필요 인력을 정한 뒤 왕릉의 조성을 시작하였다. 능을 조성할 때는 석물 제작에서부터 능지를 다지는 일, 정자각이나 비각 등의 건물을 만드는 일 등이 있었다. 조선 초기에는 백성들에게 부역의 형태로 급료가 없는 의무였으나, 17세기 이후 인력을 고용하는 형태로 바뀌게 된다.

### 재궁과 찬궁
왕이 즉위하는 해에 재궁(梓宮:시신을 넣을 관)을 만들고, 1년에 한 번씩 옻칠을 한다. 그 뒤 왕이 죽으면 붉은 비단을 사방에 붙이고, 네 모퉁이에 녹색 비단을 붙인다. 재궁 바닥에는 쌀을 태운 재를 깔고, 그 위에 칠성판(북두칠성의 모양으로 구멍을 뚫은 나무판)을 놓는다. 그 위에 붉은 비단 요를 깔고 시신을 모신다. 그 뒤 재궁을 찬궁(欑宮)에 모시게 되는데, 안에는 사방신이 각 방위에 따라 위치하고 있다. 머리가 남쪽으로 가도록 모신 후 도끼 모양이 그려진 붉은 비단으로 덮는다. 재궁을 찬궁에 모신 뒤 병풍을 설치하고 제사를 올린다.

### 택지
택지(擇地)란, 승하한 왕이 묻힐 곳을 정하는 과정으로 대부분은 지관이나 대신들이 정하지만, 왕이 직접 정하는 경우도 있다. 조선왕릉은 조선 시대 법전인 경국대전의 “능역은 한양성 사대문 밖 100리 안에 두어야 한다.”라는 입지 조건에 따라 선정되었다. 실제로 경국대전이 편찬되기 이전의 태조의 조상들의 능, 신의왕후의 능인 제릉, 정종의 능인 후릉과 여주의 세종과 효종의 능인 영·녕릉, 영월에서 객사한 단종의 장릉을 제외하면 서울 사대문에서 100리 이내에 위치하고 있다. 왕릉은 풍수지리적인 요소를 고려해 위치를 선정하였으며, 바람, 물, 불, 나무, 흙에 의해 발생할 수 있는 재해의 발생이 없어야 하고, 배산임수 지형을 갖추어야 했다.

### 조성
왕릉의 조성은 산릉도감에서 담당하였으며, 많은 시간과 인원을 필요로 하였는데, 태조의 건원릉을 조성할 때는 대략 3~5개월의 시간이 소요되었고, 대략 6000명~9000명의 인원이 동원되었다.
때로는 왕이 생전에 자신이 직접 묻힐 곳을 찾아 미리 무덤을 만드는 경우도 있는데, 이를 수릉(壽陵)이라고 한다. 거대한 무덤을 조성하는 중국에서는 흔한 일이었으나, 한국에서는 왕릉을 미리 조성하는 경우는 공민왕 때가 처음이었다. 하지만, 그 이후에 조선왕릉에서는 종종 수릉을 조성하였는데 이러한 대표적인 왕릉은 세종의 구영릉과 영조가 묻히려 했던 정성왕후의 홍릉 등이 있다.
왕릉 조성 작업은 석물을 만들어서 봉분 주변에 배치하고, 정자각과 비각 등을 조성하는 면에서는 대부분 다 비슷하지만, 능실을 조성하는데 있어서는 국조오례의에 기록된 석실을 이용한 방식과 국조상례보편에 기록되어 있는 회격을 이용한 방식에 있어 차이를 보이고 있다.

#### 석실을 이용한 방식

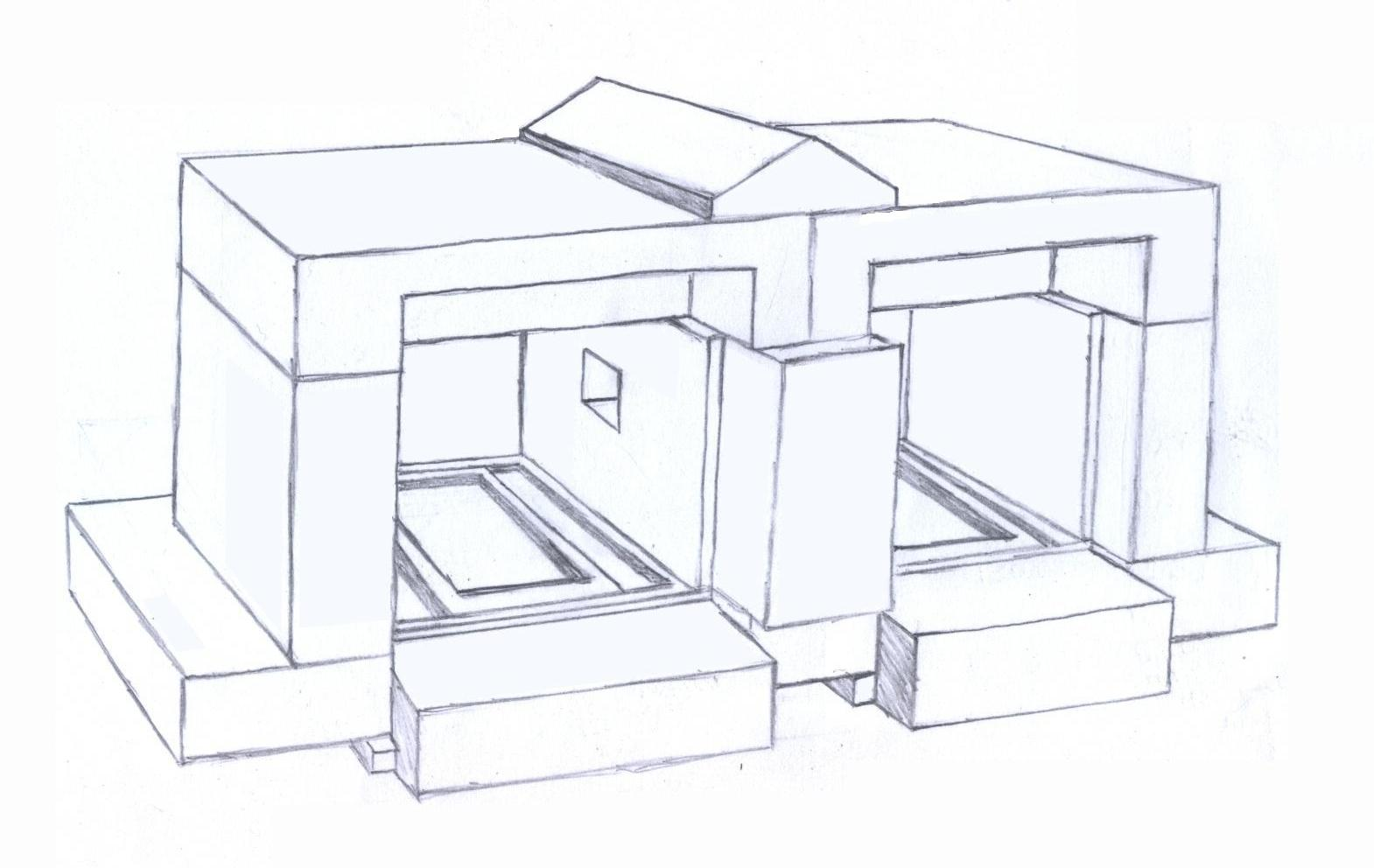
합장릉 형식의 석실

국조오례의에는 두 명을 안장하는 합장릉 형식의 석실 구조가 기록되어 있는데, 석실 내부에는 사신도가 그려져 있다. 석실님을 조립하고, 안에 재궁을 넣은 다음, 석실을 삼물(석회와 세사 황토를 석은 것)과 숯으로 감싸서 땅에 묻고, 병풍석과 난간석을 설치한다. 15세기 전반까지 대부분의 왕릉 내부에는 석실로 조성되었다.

#### 회격을 이용한 방식
“죽으면 속히 썩어야 하니 석실을 쓰지말라.”라는 세조의 유언으로 광릉은 조선왕릉 중 최초로 회격을 이용한 방식으로 조성되었는데, 이후 영조 때 상장례 과정을 정리한 국조상례보편에는 회격을 이용한 방식이 기록되었다. 회격을 이용한 방식은 석실을 만드는 대신 재궁 위에 덮을 외재궁을 따로 만들고 그 위에 삼물을 채우고, 남쪽으로 퇴광을 만들어 그 밑으로 재궁을 넣는 방식이다.

### 기록

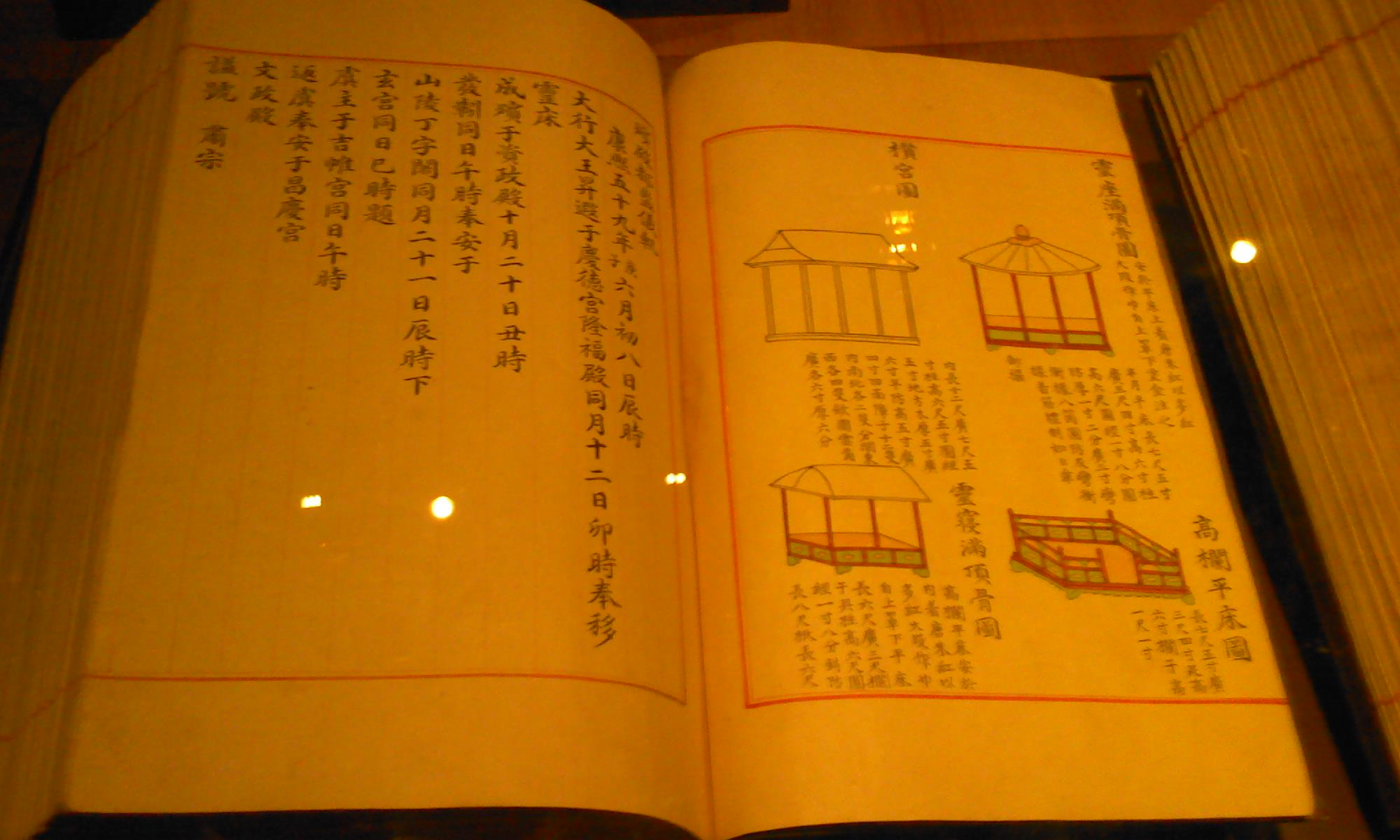
숙종명릉빈전도감의궤

왕릉 조성이 끝난 뒤 각 도감마다 자신들이 했던 일들을 의궤에 기록하였다. 각 도감마다 기록한 의궤에서는 국장 과정과 기간, 택지에 대한 주관자와 의도, 산릉 조성에 필요한 경비와 자재, 왕릉 조성 과정 등을 글과 그림으로 자세히 기록하여 놓았다.
이러한 기록 덕분에 조선 왕실의 장례 절차가 어떻게 진행되었는지에 대해 참고할 수 있고, 왕릉이 부득이하게 훼손되어도 그대로 복구할 수 있다.
또한, 각 조선왕릉에서는 능에 대한 관리나 주요 사항을 기록한 ‘능지’를 기록하였다. 이외에 왕릉조성에 대한 규정과 과정이 기록된 국조오례의, 경국대전, 속오례의, 국조상례보편 등이 있어 조선왕릉의 능제와 석물이 역사적으로 어떠한 변화가 있었는 지에 대해서도 알 수 있다.

## 능제와 석물의 변화에 따른 역사

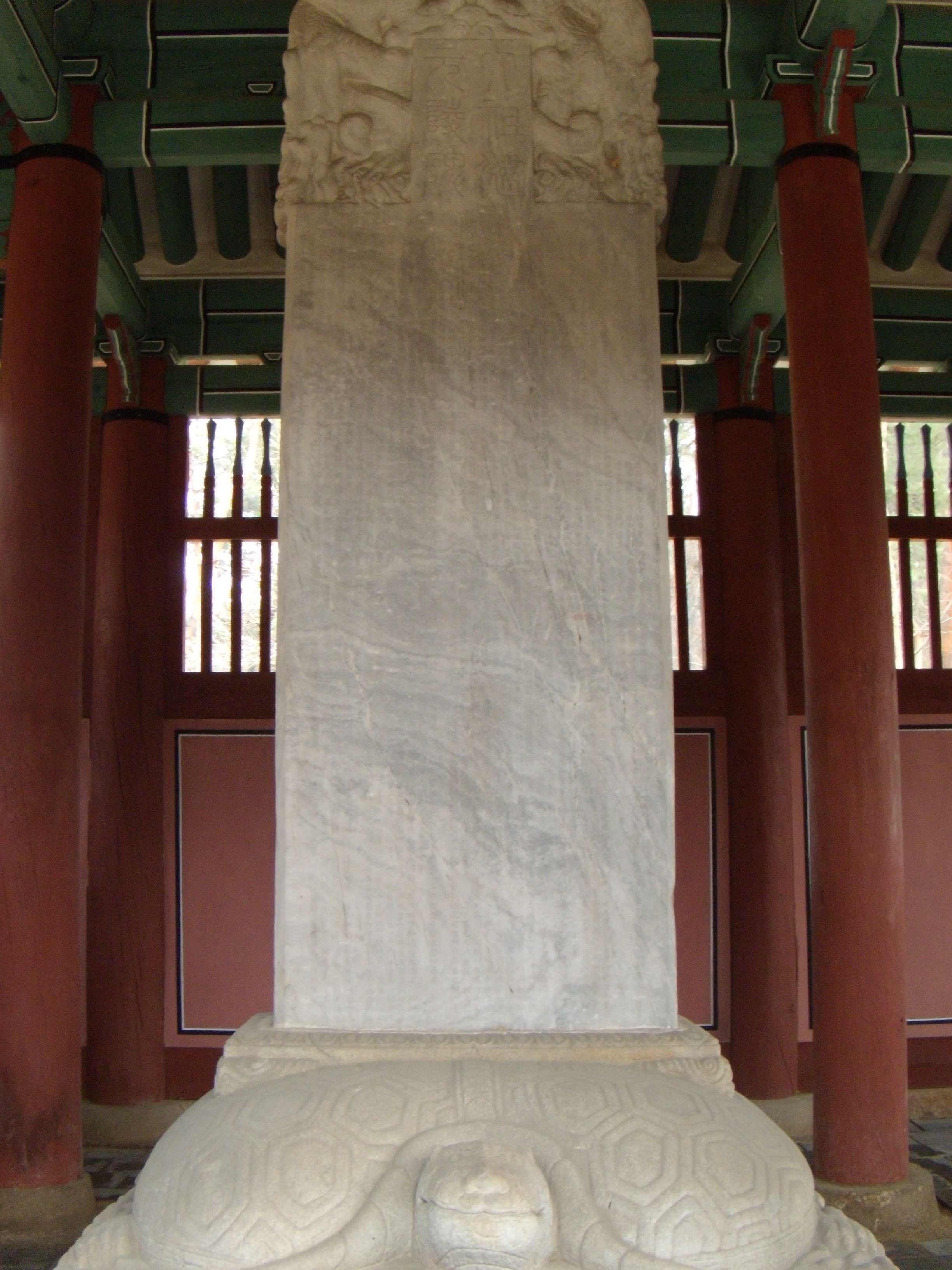
건원릉의 신도비

### 여말선초
초기의 조선왕릉은 고구려와 신라 왕릉의 양식을 계승한 고려 왕릉에서 유래하였다. 그 중에서도 공민왕과 노국공주의 왕릉인 현정릉의 양식을 계승하였는데, 현정릉은 이전시기의 고려 왕릉에 비해 왕릉의 양식 이외에도 당시에 널리 퍼져있던 석조 기술을 종합적으로 집대성하여 뛰어난 예술성을 가지게 되었다. 조선왕릉은 이러한 현정릉의 제도에서 불교적인 특성이나 지나치게 화려한 면을 제외하는 등 간소화된 양식으로 계승하였던 것이다.
장례 임시기구와 한 언덕에 왕릉을 같이 조성한 동원쌍릉의 형식도 현정릉에서 시작되어 조선왕릉에 그대로 계승되었다. 현정릉 이전의 고려왕릉은 왕릉과 왕비릉을 따로 조성하였으나, 현정릉은 각 능의 이름은 달리하였어도 고려왕릉 중 처음으로 같은 능침 공간에 조성하였다. 이러한 양식은 태조 선대 왕릉들에까지 적용되었다가 그 이후에는 한 왕릉 내에 한 능호를 쓰게 되었다. 한 능침 공간에 왕과 왕비릉을 같이 조성하게 되면서 쌍릉이나 삼연릉, 합장릉의 형태가 나타나게 되었다.
현정릉의 양식을 직접적으로 계승한 조선왕릉은 정릉과 건원릉이다. 그 중 정릉은 현정릉의 역사에 크게 관여했던 김사행이 주관하여 조성되었기 때문에 현정릉의 사각장명등과 같이 현정릉의 특성이 잘 나타나 있는 왕릉이었다. 조선 초기의 양식에는 봉분 주위를 둘러싸는 곡장이 조선 왕릉의 양식에 처음으로 등장하였고, 장명등과 석물의 배치도 조선시대만의 양식으로 변하였다. 석물들은 중국 남송 말기의 양식을 계승하였다.
하지만, 고려시대의 불교적인 특성을 가진 양식도 일부 가지고 있었다. 대표적인 고려시대의 양식으로는 정릉에 있는 사각 장명등과 왕릉의 제사를 돕는 절인 원찰, 소전대 등이 있다. 이 외에 조선 초기의 양식으로는 신도비, 혼유석을 떠받치는 5개의 고석, 재궁을 넣었던 석실 등이 있다. 건원릉 조성 당시 서운관(書雲觀)에서 능실을 석실(石室/돌방)로 만들자는 상서를 올렸고, 여러 논의 끝에 종묘에서 점을 쳐서 결정하였고, 석실을 만들게 되었다.

### 조선 전기

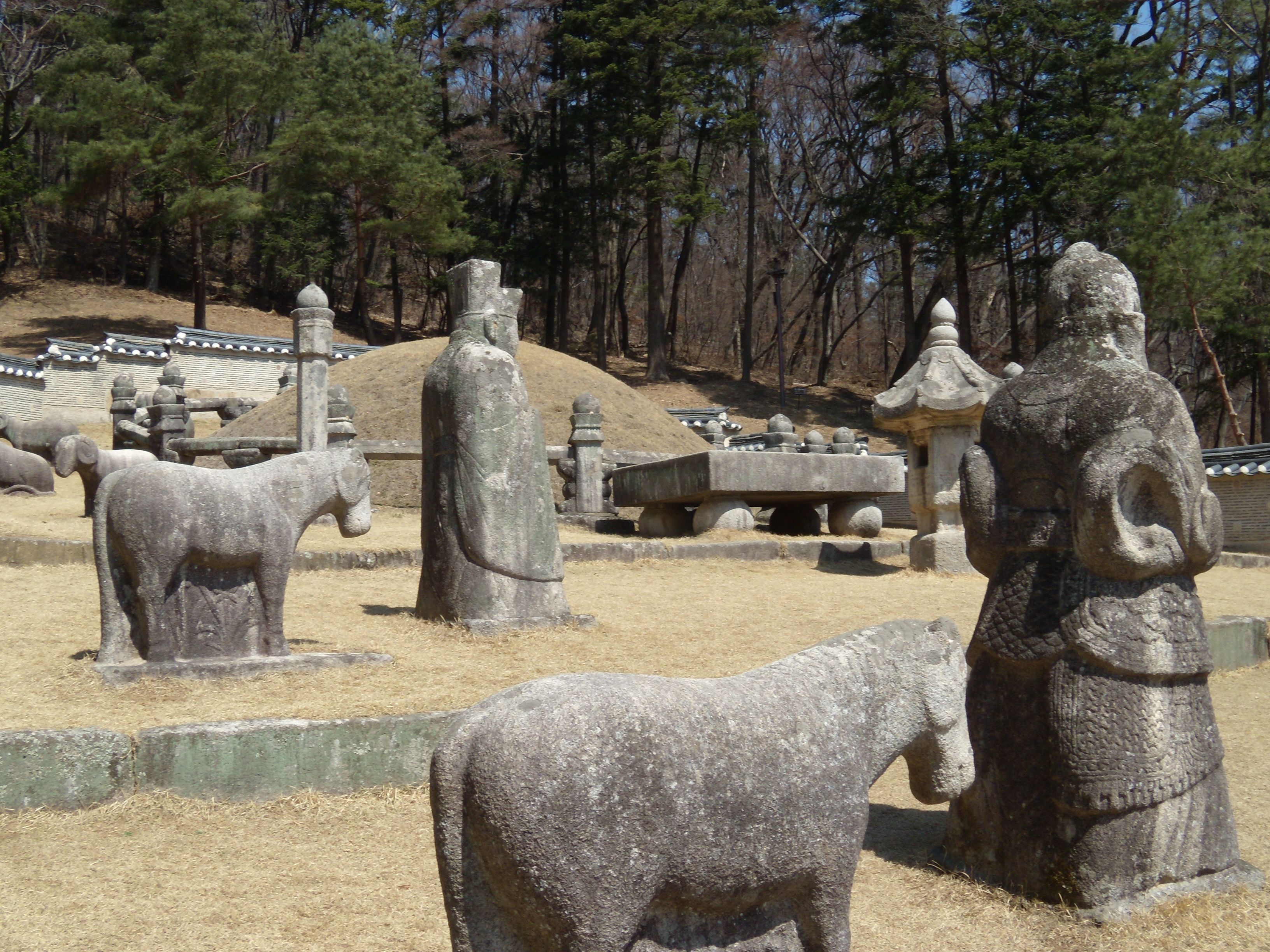
능제가 간소화 된 광릉

세종 때 국조오례의의 내용이 정리되면서 불교 양식이 일부 섞여 있었던 초기 조선왕릉의 능제도 국조오례의를 통해 조선시대만의 양식으로 변하게 되었다. 병풍석의 문양에 방물과 방패무늬가 제외되었고, 고석이 4개로 감소하였으며, 축문을 불태우던 소전대가 예감으로 대체되었다. 그리고 국조오례의로 변한 것은 아니었지만, 문종 때 왕릉에 신도비를 세우는 것을 금하였다.
광릉을 조성할 당시, “죽으면 속히 썩어야 하니 석실을 사용하지 말고, 병풍석을 세우지 말라.”라는 세조의 유언에 따라 회격으로 능실을 조성하고, 병풍석에 있던 십이지신상 문양을 난간석으로 옮겨 새기게 되었다. 이 때 왕릉 조성에 드는 인력과 비용이 크게 절감되어 후대 왕릉의 모범이 되었다. 또한, 처음으로 서로 다른 언덕에 조성하는 동원이강릉의 양식으로 조성하는 등 광릉은 초기 조선왕릉의 양식에 많은 변화를 가져왔다.
성종의 부친 의경세자가 덕종으로 추숭됨에 따라 그의 무덤도 추봉되었는데, 석물을 왕릉의 양식으로 갖춰야 할지 논쟁이 있었으나, 선왕(목조, 익조, 도조, 환조)의 전례에 따라 기존의 양식으로 보존되었다. 이 후 덕종의 경릉은 추존왕의 왕릉의 표본이 되었다.

### 조선 중기

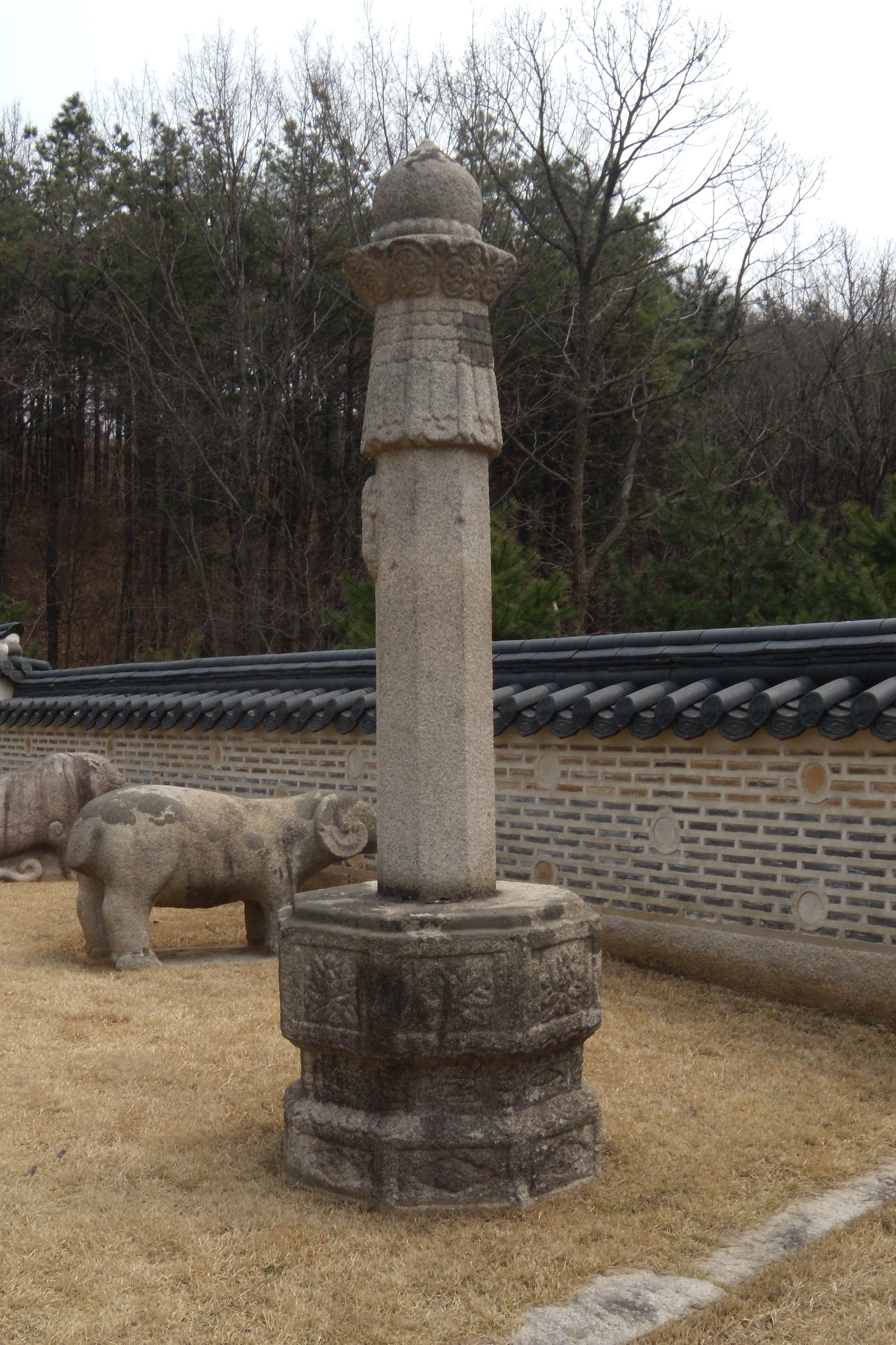
목릉의 망주석

이후 조선 중후기 때는 세조의 광릉 때 간소화 된 양식 이외에도 국조오례의의 양식이나 건원릉·헌릉의 조선 초기 양식이 사용되는 등 크게 세 가지의 양식이 혼재되었다.
선조의 왕릉인 목릉의 인목왕후릉에서 처음으로 망주석과 장명등의 대석에 화문(꽃무늬)이 새겨졌는데, 이 후 인조의 장릉을 천장하면서 옛 능의 석물들이 새로운 능지에 척수가 맞지 않아 새로 만들게 되었는데, 이 때 병풍석에 기존의 운문과 십이지신상에 화문을 새기게 되었던 것이다. 이후 화문을 새기는 양식은 홍유릉에 이르기까지 쓰이게 되었다.
그리고 건원릉 근처에 있던 효종의 영릉이 여주로 천장되면서 병풍석을 설치하는 제도를 완전히 폐지해 융릉과 홍유릉을 제외하고서는 병풍석을 설치하지 않게 되었다. 또한, 회격의 바닥에는 지회(地灰)를 깔기 시작했다.

### 조선 후기

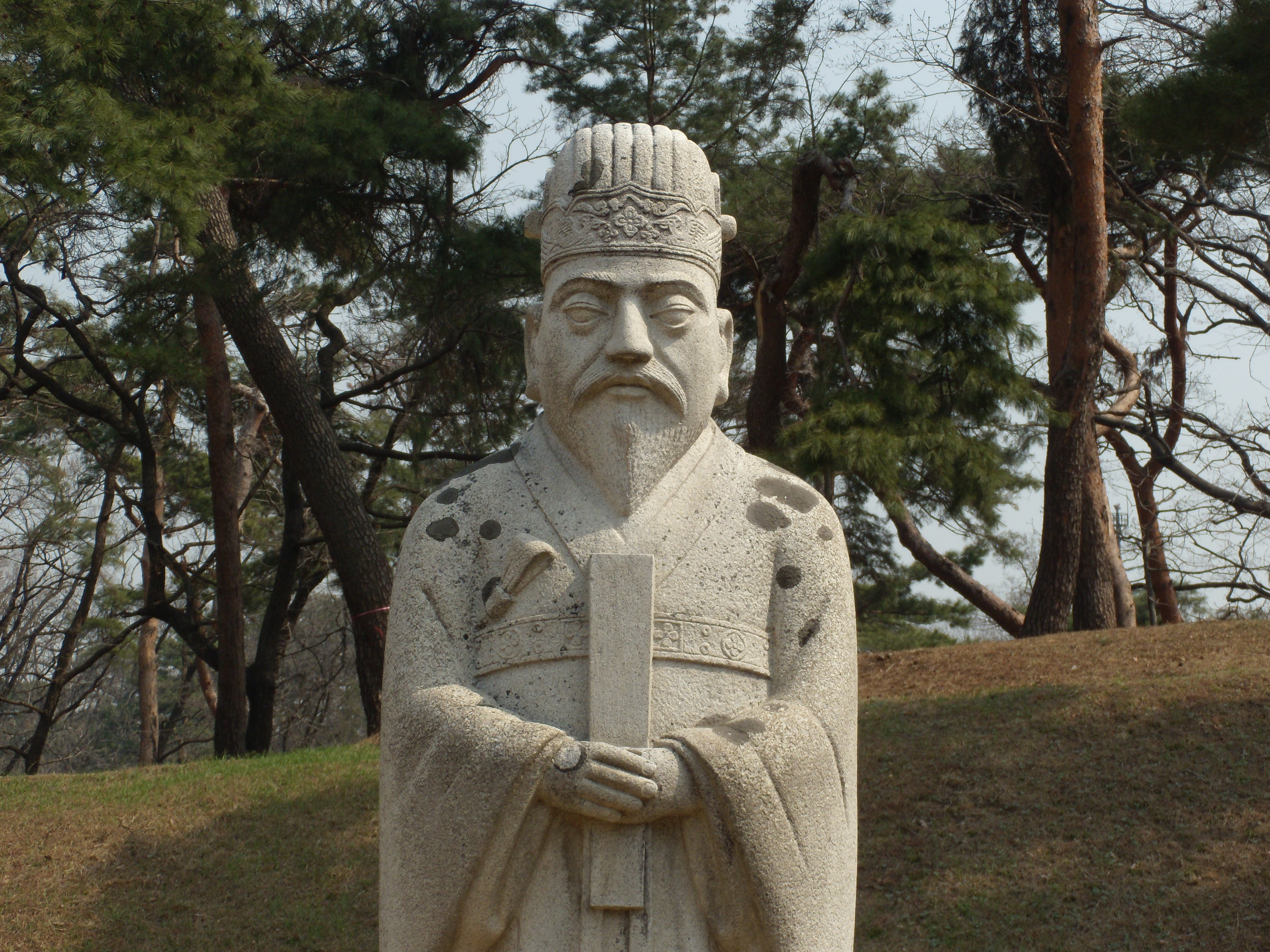
유릉의 금관조복 문인석

숙종의 명릉은 숙종의 명으로 정종의 후릉의 제도에 따라 부장품의 수를 줄이고, 석물의 크기가 실물에 가깝게 하는 등 간소하게 꾸민다. 그리고 대군*옹주의 원과 왕릉에 쓰이던 사각옥개형의 장명등을 제도화하였다. 후일 명릉은 《속오례의》〈산릉의〉의 기본 능제가 되었고, 《국조상례보편》〈산릉의〉의 기초가 되어 조선 후기 왕릉 제도의 분기점이 되었다.
정조의 아버지인 사도세자의 융릉은 다른 왕릉에 비해 화려한 면이 있다. 이 때 조선 전기의 양식과 조선 후기의 양식이 조화되어 상단에는 기본의 팔각 장명등에 큰 꽃을 올린 모양의 지붕과 중단에는 화문을 새기고, 하단에는 운족을 세운 새로운 장명등의 양식이 등장하였다. 또한, 이때 문인석이 복두를 쓴 송나라 양식에서 금관조복을 입은 문인석으로 변모하였다. 이때의 양식은 후대의 왕릉에 이어지게 되었고, 특히 금관조복을 입은 문인석은 인릉과 예릉을 제외하고서는 조선황릉인 홍유릉에까지도 계승되었다.
그리고 경릉을 조성할 당시 능침 공간의 하계와 중계를 합치면서 경릉과 수릉, 예릉의 문·무인석은 한 공간에 있게 되었다.

### 대한제국기

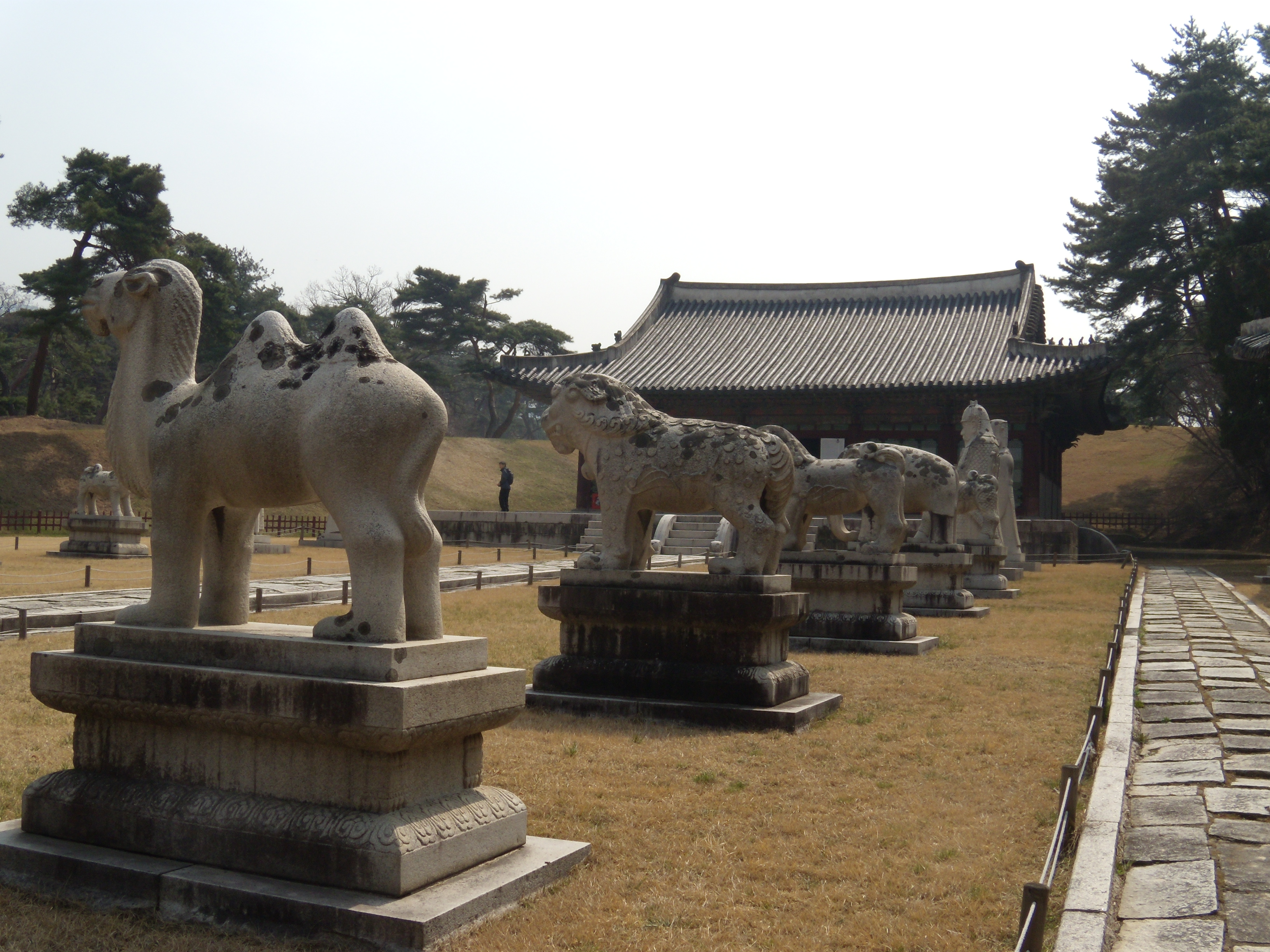
석물이 밖으로 배치된 유릉

1897년에 성립된 대한제국의 능 형식은 명나라 태조의 황릉인 효릉을 모델로 하였다.
정자각 대신 일(一)자형의 침전이 설치되었고, 무인석과 금관조복을 입은 문인석, 석수들은 침전 앞에 배치되고, 석수는 기린과 코끼리, 사자, 해태, 낙타, 말이 1쌍씩 추가되었다. 홍살문에서 침전까지 가는 참도는 3개이고, 제구는 황제의 색인 노란색으로 하였다. 이 때, 일부 조선시대의 왕들도 황제로 추숭되어 해당 왕릉 정자각에는 노란색의 제구가 배치되었다. 능침 공간에는 문무인석과 석수들을 제외하고, 효종 때 폐지되었던 병풍석을 만들었다. 그리고 황릉의 입구는 담장 형식의 문이 아닌 궁궐에 사용되는 삼문이 설치되었다.

## 천장
조선 왕릉의 역사에서 왕릉이 천장(遷葬)된 사례가 적지 않은데, 이는 조정 내에서 제기된 다양한 문제들로 인해 천장되었다.

### 풍수지리상의 문제
풍수지리가 모두 정확한 것은 아니었지만, 풍수지리를 중요시 했던 조선시대에는 풍수지리상의 문제로 왕릉을 천장하기도 하였다.
풍수지리상의 문제가 처음으로 제기되었던 것은 세종의 영릉이었다. 세종이 처음으로 묻혔던 곳은 헌릉 서쪽에 위치하였다. 문제는 당시에 풍수가 최양선이 ‘이곳은 절사손장자(絶嗣損長子:후손이 끊기고 장자를 잃는다.)할 땅이다.’라고 하여 많은 논란을 일으켰었다. 의정부와 예조에서 최양선을 벌줄 것을 요청하였으나 세종은 벌을 주지 않는 대신, 나라의 대사에는 쓰지 않도록 하였다. 하지만, 문종이 일찍 죽고 단종을 마지막으로 후손이 끊겼으며, 세조의 장자인 의경세자와 예종의 장자인 인성대군이 일찍 죽는 등 여러 불행들이 닥쳐 왔기에 예종 때 세종의 왕릉을 오늘날의 자리인 여주로 이장하였다.
이 외에 철종 때 익종의 수릉도 풍수지리 상 불길하다는 의논으로 양주 용마산의 길지로 천장했다가, 1855년 8월 26일에 현재 위치인 건원릉 왼쪽의 언덕으로 천장되었다. 같은 시기에 순조의 인릉은 파주의 장릉의 왼쪽 산줄기에 초장되었으나 그 곳 역시 풍수지리상 불길하다는 논의가 있어 1856년 10월 11일에 헌릉 옆의 언덕으로 천장되었다.

### 정치적·개인적인 문제
풍수적인 문제 이외에 간혹 한 사람의 뜻으로 인해 천장된 사례도 있었는데, 중종 때 김안로가 자신의 정적이었던 정광필을 제거하기 위하여 장경왕후의 희릉에 대해 문제를 제기하였다. 내용인 즉슨, ‘산릉 조성 작업 도중에 암반이 나왔는데, 암반을 파낸 자리에 국모를 안장한 것은 지기가 끊어진다.’하였던 것이다. 실제로 암반이 나왔으나, 중종은 당시 길흉을 점쳐서 괜찮다 하였기에 암반이 나온 자리에서 몇 자 아래로 옮겨 썼던 것이다. 김안로는 천장을 강력히 요구하였고, 그의 뜻대로 천장을 하게 되었다. 그 뒤 김안로 측에서는 관련자였던 정광필에 대한 처벌을 상소하였고, 결국 정광필은 유배형에 처해졌다.
그 뒤 중종의 두 번째 계비였던 문정왕후는 장경왕후와 나란히 묻혀 있는 중종을 성종의 선릉 옆으로 천장하였는데, 이는 자신이 그 옆에 묻히기 위해서였다. 하지만, 새로 천장된 정릉에서는 장마 때면 물에 잠기곤 해서 문정왕후는 자신의 바람과는 다르게 정릉과 멀리 떨어진 태릉에 묻히게 되었다.

## 제례 의식
조선 왕실에서 지내는 역대 왕과 왕비들에 대한 제사 의식은 크게 왕과 왕비의 신주를 모신 종묘에서 치르는 종묘 제례와 직접 능으로 행차하여, 치르는 산릉 제례가 있다. 이를 기신친향례(忌辰親享禮)라고도 하는데, 기신친향례는 역대 왕과 왕후에 대한 의식을 뜻하는 것으로 조선시대의 오례의 중 길례에 해당된다. 국조오례의에서는 산릉 제례로 사시(1월, 4월, 7월, 10월의 초순), 납일(연말), 속절(풍속에 따라 지키는 절기), 삭망(음력 초하루와 보름)에 치르는 정기 제례와 임금이 직접 치르는 친제로 나누었고, 이를 소상히 규정해 놓았다.
제례 절차를 대략적으로 설명하자면 다음과 같다. 왕이 소여를 타고 와서 홍살문 앞에 배위에 서서 능을 한 번 바라본다. 그리고 어도를 따라 걸어 미리 설치해둔 소차로 들어가서 손을 씻고 동입서출의 예에 따라 정자각 동계에 오른다. 그리고 신을 맞이하기 위해 네 번 절을 한 뒤 제주 따르는 모습을 살펴본다. 세 번 향을 피우고, 왕이 먼저 첫 잔을 올린 다음 축문을 읽는다. 그 다음 영의정이 두 번째 잔을 올린다. 축문을 읽음으로써 조상의 위업을 다시 한 번 기리고, 향을 피우고 술잔을 바침으로써 조상에 대한 존경을 표현한다. 그 뒤 절을 네 번 하면서 신을 보내고 축문을 태움으로써 제례를 끝낸다. 산릉 제례를 통해 왕의 존재가 단지 그 자신만의 것이 아니고 먼 조상의 임금으로부터 이어져 왔다는 것을 다시 인식한다고 하였다.
배릉(拜陵) 의식이라고 하여 조선 시대의 왕은 왕위에 올랐을 때 건원릉과 부왕과 모후의 산릉에 반드시 참배해야 했다.

## 세계문화유산등재
처음에는 동구릉이 있는 구리시에서 왕릉 관광지 개발을 위해 2003년에 동구릉의 등재를 추진하다가 2004년에 문화재청이 조선왕릉 40기에 대한 일괄 등재를 추진하기로 결정하였다. 2008년 1월에 유네스코 세계유산위원회에 신청서를 제출하였고, 그 해 9월에 ICOMOS(국제기념물유적협의회)의 현지 조사가 이뤄졌고, 2009년 1월에 ICOMOS는 일부 조선왕릉 주변지대의 분류와 주변 시설에 대한 철거에 대한 문제 해결을 문화재청과 한국정부에 요청하였고, 이에 대한 답변을 확인하고서 그 해 5월에 ‘등재 권고’가 적힌 평가보고서를 유네스코에 제출하였다. 그리고 2009년 6월 27일, 유네스코는 스페인 세비야에서 열린 제33차 세계유산위원회에서 조선왕릉 40기를 세계유산으로 등재하였다.
조선왕릉은 유네스코에서 정한 10가지의 가치 기준 중에서 ‘600년을 이어온 왕실제례’와 ‘조선왕릉의 조형 예술적 가치’, ‘풍수이론에 대한 조선시대의 고유한 해석’ 등 3가지를 충족했다는 점에서 세계유산으로 인정받았다. 단, 조선민주주의인민공화국의 영역에 있는 제릉(태조의 정비 신의왕후의 능)과 후릉(정종과 그의 왕비 정안왕후의 능), 태조의 고조부모, 증조부모, 조부모, 양친의 능, 그리고 대한민국의 영역에 있지만 폐위된 연산군과 광해군의 묘는 여기서 제외되었다. 이후, 문화재청에서는 조선왕릉이 세계유산이 된 것을 기념하여, 2010년 6월 27일부터 7월 12일까지 무료개방을 하였다.

## 관련 축제

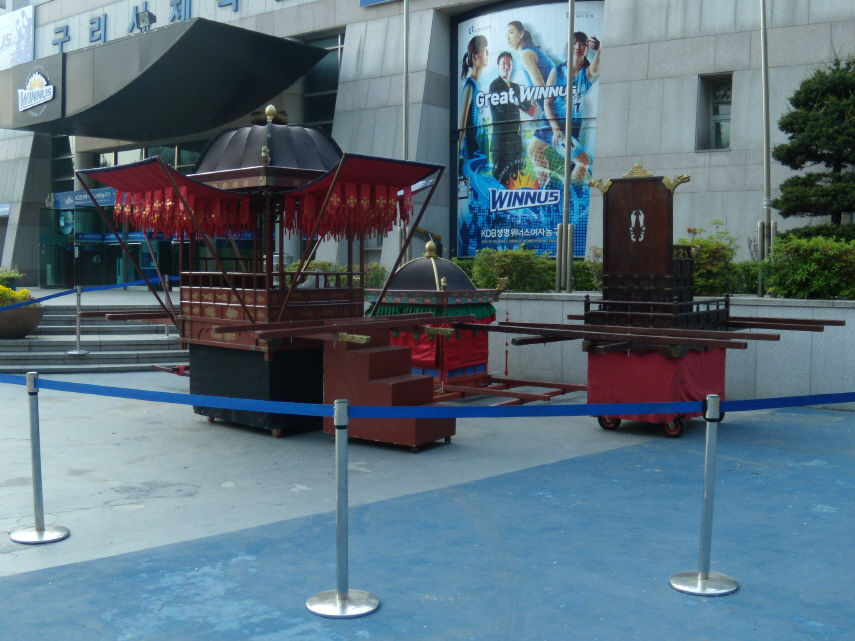
어가행렬의 어가

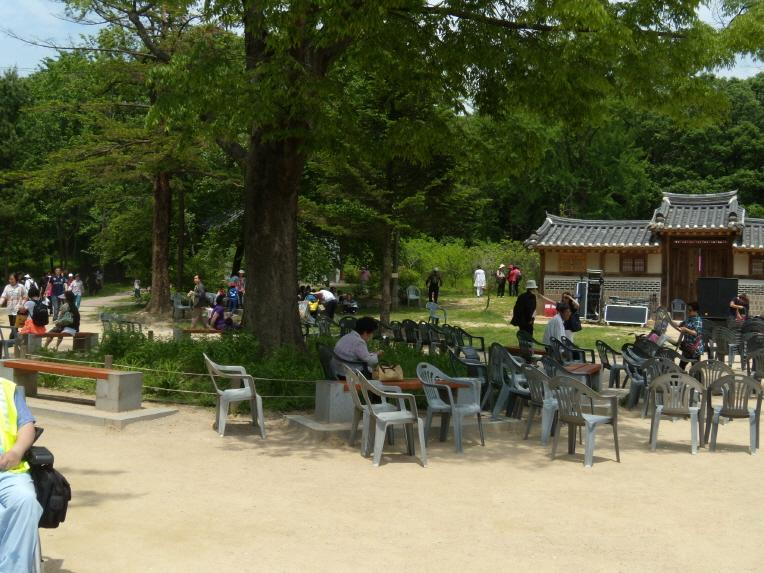
동구릉 재실 앞마당

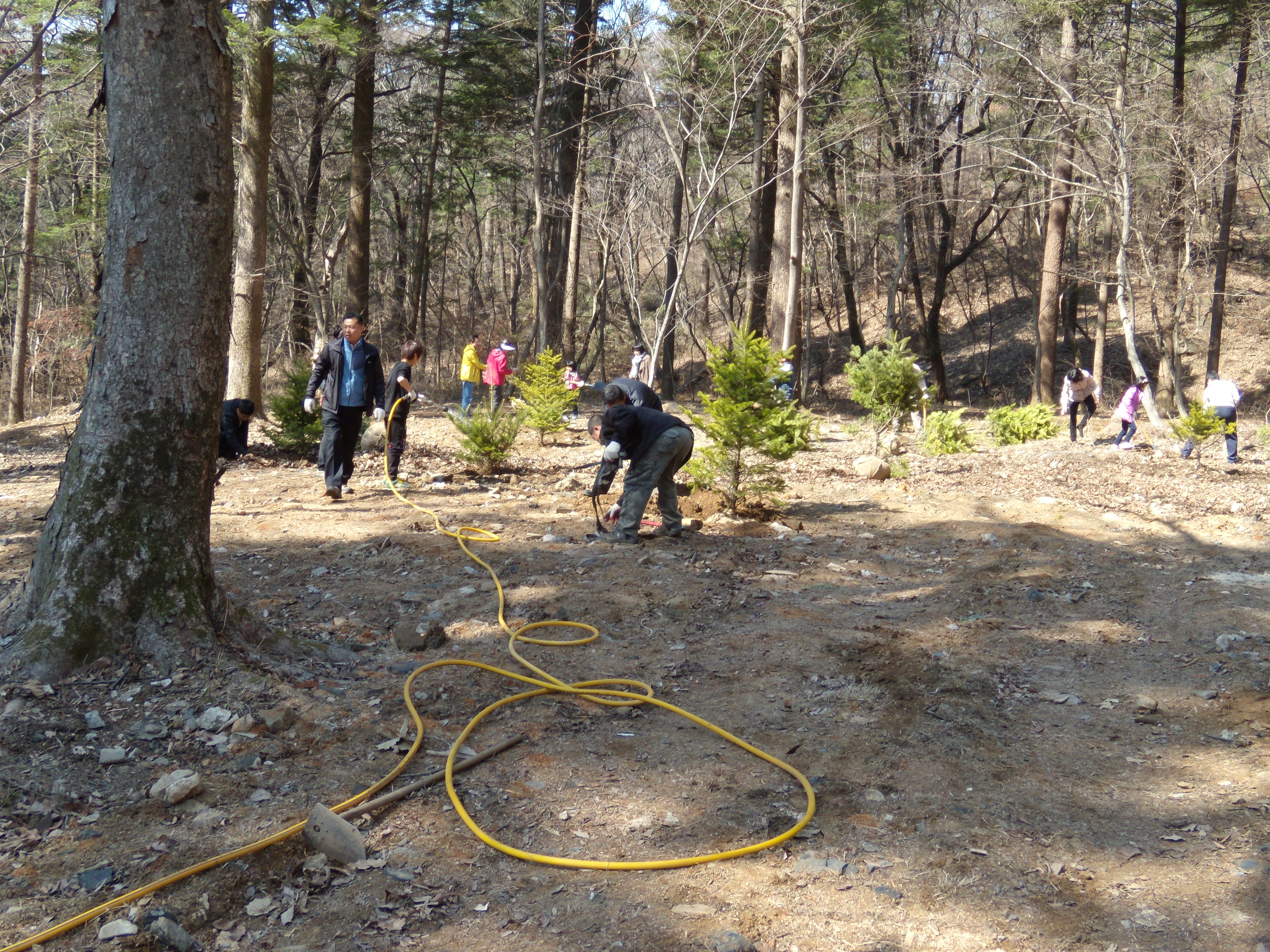
광릉 식목일 행사

### 구리동구릉건원문화제
조선왕릉 중에서 가장 큰 왕릉군을 이루고 있는 동구릉이 있는 구리시에서 주관하는 축제로 태조와 문종, 영조의 왕릉이 있는 동구릉의 역사적 가치를 되새기고 널리 알리고자 만들어진 축제이다. 2003년까지 전주이씨대동종약원의 주관으로 ‘건원릉친향기신제’가 열리다가 2004년부터 구리시가 주관하면서 ‘구리동구릉건원문화제’로 바꾸고, 문화축제를 추가하였다. 매년 5월 중에 축제가 열리는데, 행사 주요 내용으로는 어가행렬과 민속공연, 시민 백일장 등이 있다.
어가행렬은 새로운 왕이 등극했을 때 건원릉에 참배하러 가는 조선 시대의 어가행렬을 재현한 행사로 구리시 내에 거주하는 시민과 학생들이 참여한다. 이 중 왕과 세자는 나이와 풍모 등의 특별 조건을 제시하는데, 이때 뽑힌 왕과 세자는 새로운 사람이 선발되기 전까지 어가행렬 및 관련 행사에 왕과 왕세자 참가 기회나 구리시 홍보대사 자격 등 몇 가지의 혜택이 주어진다.
어가 행렬은 조선 초기의 복장을 재현하였으며, 행사에는 약 400명, 2마리의 말이 동원된다. 어가행렬에는 크게 대가노부(大駕鹵簿)와 법가노부(法駕鹵簿), 소가노부(小駕鹵簿)의 형식이 있는데, 능행 어가행렬에는 소가노부의 형식이 적용된다. 어가행렬은 아침에 구리시립체육공원에서 출발하여 동구릉 내에 있는 혜릉까지 행렬한다. 어가행렬 직후에는 건원릉에서 전주이씨대동종약원의 주관으로 ‘건원릉친향기신제’를 지내며, 그 뒤 원릉에서 시민백일장이, 재실 앞마당에서는 산대공연과 대금산조, 궁중군악, 태평무, 현대 국악 등 각종 민속 공연이 열린다. 행사 하루 전에는 만 20세가 되는 성년을 대상으로 성년례 재현을 한다.

### 정조 효 문화제
2011년 전까지는 ‘수원화성문화제’를 통한 융건릉 어가행렬과 제례, 효행관련 행사 등을 하다가 2011년에 ‘2011 정조효행문화제’이란 이름으로 분리되었다. 2012년에 와서는 ‘2012 정조 효 문화제’라는 이름으로 축제를 하였다. ‘2012 정조 효 문화제’에서는 어가행렬과 제례행사 이외에도 이전 효행관련 행사보다 심화된 ‘왕세자 교육체험’ 등으로 아버지에 대한 정조의 효행에 대해 기리고자 하였다.

### 조선왕릉 소나무심기 체험행사
문화재청이 주최하는 소규모 행사로 매년 봄에 식목일을 맞아 왕릉 주변의 숲에 소나무를 심는 행사로 문화재청이 관리하는 사릉 양묘장에서 키운 금강송(金剛松) 7,000여 주를 시민들의 자발적인 참여를 통해 모든 조선왕릉의 숲에 심음으로써 세계문화유산과 자연에 대한 가치를 되새기고자 한 행사이다.

## 훼손과 복원

### 훼손
조선왕릉은 500년이 넘는 기간동안 여러가지의 문제로 인해 기존 왕릉 제도와 가치를 훼손당하는 사례들이 있었다. 조선시대에 정치적인 문제로 왕릉이 원·묘로 격하되는가 하면, 임진왜란 때, 왜군에 의해 파괴된 사례가 있었다. 또한, 일제강점기와 급격한 현대화를 겪으면서 주변의 숲들이 파헤쳐지고, 능역 안까지 침범당하는 일까지 벌어지면서 조선왕릉의 역사적·자연적 가치가 훼손되었다는 비판이 있었다. 세계문화유산으로 지정된 이후로는 조선왕릉에 부합되지 않는 주변 시설들을 철거하고, 파괴된 능역을 기본 능제로 복구하는 등 세계문화유산으로써의 가치를 보존하기 위해 조선왕릉을 복원해나가고 있다.

##### 이방원(태종)에 의한정릉훼손 사례
이방원(태종)은 대군 시절 당시, 계모 신덕왕후가 부왕 태조를 꼬드겨 방원을 제치고, 신덕왕후의 어린 아들인 방석을 세자로 내세운 것에 대한 원한을 가지고 있었다. 이후 왕자의 난으로 이방원은 왕위에 오른 뒤 1405년 정릉이 도성 안에 있어 능역이 광대하다는 논란을 내세워 100보(180m) 밖까지는 집을 지을 수 있도록 허가했다고 한다. 그 뒤 권세가들이 정릉 주변의 땅을 차지했는데, 하륜은 사위들까지 동원했다. 왕위에서 물러난 태상왕(태조)은 주변에 권세가들의 집이 들어서가는 정릉에서 남몰래 울었다고 한다. 태조가 승하한 뒤에는 태종은 신덕왕후 강씨를 왕후에서 첩으로 격하시켰다. 이에 따라 정릉도 능에서 묘로 강등된 뒤 도성 밖 양주(현 성북구)로 이장되었으며, 석물들은 광통교 공사에 쓰이게 되었다.
 그 뒤 현종 때 송시열의 청으로 신덕왕후는 다시 왕후로 추숭하였고, 이에 따라 정릉도 다시 추봉되어 석물들이 설치되었는데, 이러한 까닭에 정릉에는 조선 초기의 사각장명등과 조선 후기의 석물들이 공존하게 되었다.

#### 임진왜란당시왜군에 의한 훼손 사례
임진왜란 당시 왜군들이 선정릉의 봉분들을 파헤치고, 정자각과 재궁을 불태웠었다. 능을 파헤쳤다는 기록은 1593년 4월 경기 감사 성영(成泳)의 치계에 있었으나 훼손된 시기가 정확히 언제였는지는 기록되어 있지 않았다. 조선왕조실록에서는 선릉과 정릉의 세 개의 재궁이 모두 잿더미로 변해 있었으며, 처음에는 왕의 시신이 옮겨졌던 것으로 추측하고 있었으나, 얼마 뒤 선릉의 재궁의 잿더미에서 불에 탄 뼈가 분명한 것을 발견하였고, 근처 송산에서 발견한 시체도 중종의 것이 아닐 가능성이 높다는 것으로 확인되면서 왕의 시신이 불타버린 것이 아니냐는 추측을 하였다. 이 때 재궁이 불탄 것 이외에도 정자각이 불타거나 석물이 갈라지고, 봉분의 사초 등이 크게 훼손되는 등 선조의 직계 조상인 성종과 중종이 묻힌 선정릉은 왜군에 의해 재궁이 불태워지는 수난을 당했다. 이는 임진왜란 이후 종묘사직이 파괴된 일과 더불어 일본에 대한 척화론의 주요 근거가 되었으며, 정유재란 이후 일본이 화친을 청할 때, 조정에서는 선정릉을 파헤친 범인들을 조선으로 압송할 것을 요구하였다. 하지만, 일본 측에서는 임진왜란 당시 서울에는 간 적도 없었던 대마도의 죄인들을 협박하여 반강제적으로 데려왔고, 이들을 공초하는 과정에서 이러한 사실이 밝혀졌다. 조정은 공초 과정에서 낙형을 가하는 등 여러 고문들을 가했으나, 두 대마도인들은 일본 측의 협박과 회유를 통해 압송되었다는 점을 얘기하면서 자신들의 범능죄에 대한 무고함을 호소하였다. 이후 조정에서는 이들의 진위논란이 벌어졌으나, 두 죄인들을 목베는 것으로 결론을 내렸다. 임진왜란 이후 선정릉의 능실에는 불타버린 성종과 중종의 시신 대신 불타버린 재궁의 재와 부장품을 넣었다고 한다.

#### 대한민국 정부에 의한 훼손 사례
1970년대 박정희 정부 때 ‘세종대왕 성역화 사업’이란 이름으로 영릉의 기존 능제를 훼손했다는 비판이 있다. 본래 2개의 길로 되어 있던 영릉의 참도가 1개 더 추가되었는데, 조선왕릉에서 3개로 이루어진 참도는 황제릉의 형식으로 조성된 홍유릉에만 존재했던 양식이었다. 또한 기존 참도에 사용하던 박석 대신 화강암을 깔았고, 정자각의 동계에는 임금이 올라가는 어계와 혼이 올라가는 신계 이외에 계단이 하나 더 추가되었다. 그리고 주변에 있던 소나무 숲을 베어내고 잔디를 심어 기존 조선왕릉들과는 달리 주변에 울창한 숲이 없다는 점 등이 있다. 이러한 점에서 박정희 정부가 조선왕릉이 가진 자연조화적인 가치에 대한 인식이 부족했다는 지적이 있다.

그리고 중앙정보부(현 국가정보원)가 의릉 내에 자리잡았는데 불교를 배척했던 조선의 왕릉인 의릉 내에 석탑 한 쌍이 세워져 있고, 그 사이에는 큰 연못이 있으며, 경내에는 외래종의 식물들이 있어 의릉이 가지고 있었던 조선왕릉의 기본 능제를 훼손하고 중앙정보부의 휴식 공간으로 바꾼 것이 아니냐는 비판이 있었다. 중앙정보부가 들어선 뒤에는 중앙정보부가 의릉을 관리해왔기 때문이다. 중앙정보부와 그 후신이었던 안기부(국가안전기획부)가 있는 동안에는 일반인의 출입은 통제되었고, 이후 안기부가 서초구로 이전한 1995년 9월 이후에 시민들에게 개방되었다.

#### 난개발로 인한 훼손 사례
급격한 현대화를 통한 난개발이 이루어지면서 왕릉 주변의 숲들이 사유화되었고, 각종 시설들이 들어서게 되었는데, 이를 법적으로 금지하여도 불법으로 들어서거나 해당 기관, 사람들의 보상 문제로 많은 갈등을 겪기도 하였다.
서오릉은 100여곳의 식당들이 불법 가건물이나 비닐하우스로 위장하는 등 불법적으로 난립하여, 구청에서 단속에 나서기도 하였다. 또한, 주변의 목장 시설에 관해서도 문제가 제기되었던 적이 있었다. 한국 최대의 왕릉군인 동구릉 옆에는 골프장이 들어서 경관에 훼손이 되었었다. 한 때 보상 문제로 많은 갈등이 있었다. 이 외에도 김포시와 영월군의 장릉 근처에 군부대 시설이 들어서 문제가 되었고, 홍유릉의 바로 앞에는 왕릉의 경관과는 들어맞지 않는 형식의 대형 결혼식장이 들어서고 하천이 복개되어 금천교가 심하게 훼손되었다. 정조의 왕릉이 있는 융건릉도 경기 화성 태안3지구 택지개발지구사업과 관련하여 훼손 논란이 있었다.

### 조선왕릉 복원정비사업
조선왕릉이 세계문화유산으로 지정된 이후, 문화재청에서는 2025년까지 4900억원을 투입하여, 조선왕릉의 복원과 재정비를 하겠다고 발표하였다. 이는 유네스코 권고사항을 위한 단기사업과 기본 능제로 재정비하는 장기사업으로 구성되어 있다. 목장이 들어서 있는 서삼릉과 중앙정보부가 있었던 의릉, 태릉선수촌이 있는 태강릉 등 능역 범위까지 들어와있는 시설물들에 대한 철거와 복원·정비, 그리고 화재와 도굴에 대비한 방재시설을 배치할 계획이다. 한 때 골프장과 관련한 문제로 갈등이 벌어졌었던 동구릉에는 골프장이 철거되는 등 각종 난립된 시설물들에 대한 철거도 진행되고 있다. 이 후 2007년부터 의릉의 복원사업을 시작하여 현재는 기본능제로 복구되었고, 세종의 영릉에서 본래의 참도와 어구(御溝:능이나 궁궐을 둘러싼 개천)를 발굴하고, 2017년까지 본래의 능제로 복원할 계획이다. 현재도 여러 조선왕릉 주변의 파괴된 수복방이나 수라간 등에 대한 복원작업을 진행하고 있다.

## 조선민주주의인민공화국내의 조선왕릉

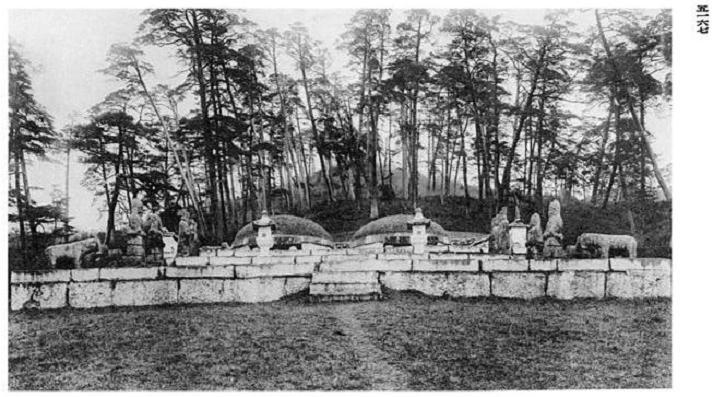
목조와 효공왕후의 덕안릉

유네스코 세계유산에 등재된 조선왕릉은 총 40기로 조선민주주의인민공화국 내에 있는 제릉과 후릉은 제외되었다. 제릉과 후릉은 개풍군과 개성직할시에 위치한 조선왕릉으로 조선 초기의 양식을 띄고 있다. 태조의 첫 번째 부인이었던 신의왕후는 남편이 왕이 되기 전에 개성에서 사망하였기에 개성 근처에 묻혔던 것이고, 정종은 정안군에게 왕위를 넘기고 나서 개성 백룡산 기슭의 인덕궁에서 여생을 보내다가 죽었기에 개성에 묻히게 되었다. 제릉은 조선민주주의인민공화국의 문화재 분류인 보존급(대한민국의 보물급에 해당) 556호로 지정되었고, 제릉비는 보존급 1624호로 지정되었으며, 후릉은 보존급 제551호로 지정되었다. 이들의 무덤은 조선 초기의 양식으로 제릉에는 건원릉과 유사한 6각형의 장명등이 있다. 국립문화재연구소에서는 조선왕릉을 조사할 당시 북측의 실측자료를 받아 조사하였다.
또한, 제릉과 후릉 이외에도 태조의 선조들의 왕릉들은 대부분 이들이 살았던 함길도(오늘날 함경도)에 있다. 태조의 4대조의 무덤들은 조선이 건국되고 난 뒤에 왕릉으로 추봉되었다. 1392년에 익조의 능호와 함께 4대조의 능호를 일괄하여 정했는데, 함경도의 조선왕릉은 같은 능침 공간에 조성되었어도 공민왕과 노국공주의 현정릉과 같이 제각각 다른 능호를 사용하였다. 이 왕릉들은 모두 함경도의 함흥과 안변, 문주 등지에 있던 까닭에 통틀어서 ‘함길도 8릉’으로 불렀다. 조선왕조실록에는 이들의 무덤이 태조를 거쳐 세종 대에까지 이장되어 왕릉의 형식으로 보수되었다고 하였다. 현재 함길도 8릉에 대한 현황에 대해서는 알 수 없으며, 사진도 1930년대에 조선총독부가 찍은 사진 이외에는 거의 찾아볼 수가 없다. 북한지역정보넷에서는 함길도 8릉 중 정숙왕후의 왕릉인 숙릉만이 등록되어 있을 뿐이고, 이마저도 북한의 문화재로는 지정되지 않은 상태다.

## 왕릉 목록
| 대수                    | 시호   | 왕릉                | 한자명              | 매장인                            | 연도                        | 위치                                        | 사적번호                | 구분                   |
| ----------------------- | ------ | ------------------- | ------------------- | --------------------------------- | --------------------------- | ------------------------------------------- | ----------------------- | ---------------------- |
| 추존왕                  | 목조   | 덕릉 안릉           | 德陵 安陵           | 목조 효공왕후                     | 1274년 미상                 | 함남 신흥 함남 신흥                         | 북한 소재               | 열외                   |
| 추존왕                  | 익조   | 지릉 숙릉           | 智陵 淑陵           | 익조 정숙왕후                     | 미상                        | 함남 안변 함남 문천                         | 북한 소재               | 열외                   |
| 추존왕                  | 도조   | 의릉 순릉           | 義陵 純陵           | 도조 경순왕후                     | 1342년 미상                 | 함남 함흥 함남 함흥                         | 북한 소재               | 열외                   |
| 추존왕                  | 환조   | 정릉 화릉           | 定陵 和陵           | 환조 의혜왕후                     | 1361년 미상                 | 함남 함흥                                   | 북한 소재               | 열외                   |
| 제1대                   | 태조   | 건원릉 제릉 정릉    | 健元陵 齊陵 貞陵    | 태조 신의왕후 신덕왕후            | 1408년 1391년 1396년        | 경기 구리 개성 개풍 서울 성북구             | 193호 북한 소재 208호   | 동구릉 열외 -          |
| 제2대                   | 정종   | 후릉                | 厚陵                | 정종, 정안왕후                    | 1419년                      | 개성 개풍                                   | 북한 소재               | 열외                   |
| 제3대                   | 태종   | 헌릉                | 獻陵                | 태종, 원경왕후                    | 1422년                      | 서울 서초구                                 | 194호                   | 헌인릉                 |
| 제4대                   | 세종   | 영릉                | 英陵                | 세종, 소헌왕후                    | 1450년                      | 경기 여주                                   | 195호                   | 영녕릉                 |
| 제5대                   | 문종   | 현릉                | 顯陵                | 문종, 현덕왕후                    | 1452년                      | 경기 구리                                   | 193호                   | 동구릉                 |
| 제6대                   | 단종   | 장릉 사릉           | 莊陵 思陵           | 단종 정순왕후                     | 1698년                      | 강원 영월 경기 남양주                       | 196호 209호             | -                      |
| 제7대                   | 세조   | 광릉                | 光陵                | 세조, 정희왕후                    | 1468년 1483년               | 경기 남양주                                 | 197호                   | -                      |
| 추존왕                  | 덕종   | 경릉                | 敬陵                | 덕종, 소혜왕후                    | 1457년                      | 경기 고양                                   | 198호                   | 서오릉                 |
| 제8대                   | 예종   | 창릉 공릉           | 昌陵 恭陵           | 예종, 안순왕후 장순왕후           | 1469년 1462년               | 경기 고양 경기 파주                         | 198호 205호             | 서오릉 파주삼릉        |
| 제9대                   | 성종   | 선릉 순릉           | 宣陵 順陵           | 성종, 정현왕후 공혜왕후           | 1494년 1474년               | 서울 강남구 경기 파주                       | 199호                   | 선정릉 파주삼릉        |
| 제10대                  | 연산군 | 연산군묘            | 燕山君墓            | 연산군, 거창군부인                | 1513년                      | 서울 도봉구                                 | 362호                   | 열외                   |
| 제11대                  | 중종   | 정릉 온릉 희릉 태릉 | 靖陵 溫陵 禧陵 泰陵 | 중종 단경왕후 장경왕후 문정왕후   | 1544년 1557년 1537년 1565년 | 서울 강남구 경기 양주 경기 고양 서울 노원구 | 199호 210호 200호 201호 | 선정릉 - 서삼릉 태강릉 |
| 제12대                  | 인종   | 효릉                | 孝陵                | 인종, 인성왕후                    | 1545년                      | 경기 고양                                   | 200호                   | 서삼릉                 |
| 제13대                  | 명종   | 강릉                | 康陵                | 명종, 인순왕후                    | 1567년                      | 서울 노원구                                 | 201호                   | 태강릉                 |
| 제14대                  | 선조   | 목릉                | 穆陵                | 선조, 의인왕후, 인목왕후          | 1608년                      | 경기 구리                                   | 193호                   | 동구릉                 |
| 제15대                  | 광해군 | 광해군묘            | 光海君墓            | 광해군, 문성군부인                | 1643년                      | 경기 남양주                                 | 363호                   | 열외                   |
| 추존왕                  | 원종   | 장릉                | 章陵                | 원종, 인헌왕후                    | 1627년                      | 경기 김포                                   | 202호                   | -                      |
| 제16대                  | 인조   | 장릉 휘릉           | 長陵 徽陵           | 인조, 인렬왕후 장렬왕후           | 1731년 1688년               | 경기 파주 경기 구리                         | 203호                   | - 동구릉               |
| 제17대                  | 효종   | 영릉                | 寧陵                | 효종, 인선왕후                    | 1673년                      | 경기 여주                                   | 195호                   | 영녕릉                 |
| 제18대                  | 현종   | 숭릉                | 崇陵                | 현종, 명성왕후                    | 1674년                      | 경기 구리                                   | 193호                   | 동구릉                 |
| 제19대                  | 숙종   | 명릉 익릉           | 明陵 翼陵           | 숙종, 인현왕후, 인원왕후 인경왕후 | 1701년 1680년               | 경기 고양                                   | 198호                   | 서오릉                 |
| 제20대                  | 경종   | 의릉 혜릉           | 懿陵 惠陵           | 경종, 선의왕후 단의왕후           | 1724년 1718년               | 서울 성북구 경기 구리                       | 204호 193호             | - 동구릉               |
| 제21대                  | 영조   | 원릉 홍릉           | 元陵 弘陵           | 영조, 정순왕후 정성왕후           | 1776년 1757년               | 경기 구리 경기 고양                         | 193호 198호             | 동구릉 서오릉          |
| 추존황제                | 진종   | 영릉                | 永陵                | 진종, 효순왕후                    | 1728년                      | 경기 파주                                   | 205호                   | 파주삼릉               |
| 추존황제                | 장조   | 융릉                | 隆陵                | 장조, 헌경왕후                    | 1762년                      | 경기 화성                                   | 206호                   | 융건릉                 |
| 제22대                  | 정조   | 건릉                | 健陵                | 정조, 효의왕후                    | 1800년                      | 경기 화성                                   | 206호                   | 융건릉                 |
| 제23대                  | 순조   | 인릉                | 仁陵                | 순조, 순원왕후                    | 1834년                      | 서울 서초구                                 | 194호                   | 헌인릉                 |
| 추존황제                | 문조   | 수릉                | 綏陵                | 문조, 신정왕후                    | 1830년                      | 경기 구리                                   | 193호                   | 동구릉                 |
| 제24대                  | 헌종   | 경릉                | 景陵                | 헌종, 효현왕후, 효정왕후          | 1849년                      | 경기 구리                                   | 193호                   | 동구릉                 |
| 제25대                  | 철종   | 예릉                | 睿陵                | 철종, 철인왕후                    | 1863년                      | 경기 고양                                   | 200호                   | 서삼릉                 |
| 제26대 (대한제국 제1대) | 고종   | 홍릉                | 洪陵                | 고종, 명성황후                    | 1919년                      | 경기 남양주                                 | 207호                   | 홍유릉                 |
| 대한제국 제2대          | 순종   | 유릉                | 裕陵                | 순종, 순명효황후, 순정효황후      | 1926년                      | 경기 남양주                                 | 207호                   | 홍유릉                 |

### 원소 목록
원(園) 또는 원소(園所)란 왕세자, 왕세자빈 또는 임금을 낳은 선왕의 후궁들의 묘소에 붙이는 이름이다. 원소는 모두 세계유산 등재에서 제외되어 있다.
| 원소   | 한자명 | 매장인                 | 사망년도 | 봉원년도 | 위치          |
| ------ | ------ | ---------------------- | -------- | -------- | ------------- |
| 순창원 | 順昌園 | 순회세자, 공회빈 윤씨  | 1563년   | 1870년   | 경기 고양     |
| 순강원 | 順康園 | 인빈 김씨              | 1613년   | 1755년   | 경기 남양주   |
| 소경원 | 昭慶園 | 소현세자               | 1645년   | 1870년   | 경기 고양     |
| 영회원 | 永懷園 | 민회빈 강씨            | 1646년   | 1870년   | 경기 광명     |
| 소령원 | 昭寧園 | 숙빈 최씨              | 1718년   | 1753년   | 경기 파주     |
| 수길원 | 綏吉園 | 정빈 이씨              | 1721년   | 1778년   | 경기 파주     |
| 수경원 | 綏慶園 | 영빈 이씨              | 1764년   | 1899년   | 경기 고양     |
| 의령원 | 懿寧園 | 의소세손               | 1752년   | 1870년   | 경기 고양     |
| 효창원 | 孝昌園 | 의빈 성씨, 문효세자    | 1786년   | 1870년   | 경기 고양     |
| 휘경원 | 徽慶園 | 수빈 박씨              | 1822년   | 1822년   | 경기 남양주   |
| 흥원   | 興園   | 헌의대원왕, 순목대원비 | 1898년   | 1908년   | 경기 남양주   |
| 영휘원 | 永徽園 | 순헌황귀비             | 1911년   | -        | 서울 동대문구 |
| 영원   | 英園   | 의민태자, 의민태자비   | 1970년   | -        | 경기 남양주   |
| 숭인원 | 崇仁園 | 이진                   | 1922년   | -        | 서울 동대문구 |
| 회인원 | 懷仁園 | 회은태손               | 2005년   | -        | 경기 남양주   |

## 같이 보기
| - 현정릉 (개풍군) - 동구릉 (경기도 구리시) - 서오릉 (경기도 고양시 덕양구) - 서삼릉 (경기도 고양시 덕양구) - 파주삼릉 (경기도 파주시) - 영녕릉 (경기도 여주시) - 융건릉 (경기도 수원시) - 선정릉 (서울특별시 강남구) - 태강릉 (서울특별시 노원구) - 헌인릉 (서울특별시 서초구) - 홍유릉 (경기도 남양주) - 광릉 (경기도 남양주) | - 국조오례의 - 조선왕조실록 - 의궤 - 홍살문 - 재궁 - 한국의 제사 - 왕릉 - 명·청의 황릉 |